# حجت بن الحسن
محمّد بن حسن عسکری (عربی: محمّد بنِ الْحسنِ الْعَسکَری؛ زادهٔ ۱۵ شعبان ۲۵۵ یا ۲۵۶ هجری قمری / ۸۶۹ یا ۸۷۰ میلادی) نامدار به حُجَّتِ بنِ الْحَسَن، بنا بر باور شیعیان دوازده‌امامی، دوازدهمین و واپسین امام و همان مهدی موعود است. او فرزند حسن بن علی عسکری، امام یازدهم شیعیان، و همچون پیامبر اسلام نامش محمد و کنیه‌اش ابوالقاسم است. «امامِ زمان»، «صاحبُ الزَّمان»، «ولیِّ عَصر»، «قائمِ آلِ محمد» و «مَهدیِ موعود» از القاب مشهور اوست. در باور کنونیِ شیعهٔ دوازده امامی، حجّت بن حسن در نیمهٔ شعبان سال ۲۵۵ یا ۲۵۶ ه‍.ق (۸۶۹ یا ۸۷۰ میلادی) در سامرّا چشم به جهان گشود؛ او در پنج سالگی و پس از درگذشت پدرش به امامت رسید. پس از درگذشت حسن عسکری، مهدی تنها از طریقِ چهار سفیر یا نایب با شیعیان تماس می‌گرفت؛ البته بررسی‌های تاریخی نشان می‌دهد که از آغاز، تعداد وکلا محدود به چهار تن نبوده و اصطلاح نیابتِ خاص در سده‌های چهارم و پنجم هجری از سوی علمای شیعه مانند شیخ طوسی و برای تبیینِ غیبت صغری ابداع شده است. پس از یک دورهٔ هفتاد ساله — موسوم به غیبت صغری — و با مرگ علی بن محمد سَمَری، چهارمین نایب امام دوازدهم شیعه، بار دیگر حیرت شیعیان را فراگرفت. آن‌ها سرانجام در سدهٔ پنجم به تبیینی عقلی در کلامِ شیعه از غیبتِ امام دست یافتند. به‌باور شیعیان، پس از دوران سُفَرا (نایبان خاص)، شیعیان با مهدی به‌طور مستقیم در ارتباط نیستند و این دوران را اصطلاحاً غیبت کبری می‌نامند. پس از پایان عصر غیبت، وی با نام مهدی قیام خواهد کرد و او کسی خواهد بود که به‌دست وی حق و عدالت بار دیگر به پیروزی خواهد رسید.
پس از درگذشت حسن عسکری، امام یازدهم شیعیان، در ۲۸ سالگی به سال ۲۶۰ قمری (۸۷۴ میلادی) از آنجا که حسن عسکری برخلاف دیگر امامان شیعه — که در زمان حیات‌شان جانشین خود را تعیین کرده بودند — به‌طور علنی جانشینی برای خود بر جای نگذاشته بود، بحرانِ فکری و اعتقادیِ بزرگی در میان پیروانِ امام شیعه به‌وجود آمد. در این دوران که به «دوران حیرت» موسوم است، شیعیان به فرقه‌های گوناگونی منشعب شدند. شماری از شیعیان باور داشتند که از حسن عسکری فرزندی باقی نمانده است یا این فرزند درگذشته است؛ بسیاری از شیعیان امامت جعفر برادر حسن عسکری را پذیرفتند و گروه‌هایی نیز متوجه فرزندان و نوادگان امامانِ نهم و دهم شیعه شدند. اما اصحابی از حسن عسکری چنین گفتند که «وی پسری داشته که جانشینی مشروع برای امامت است». طبق گفتهٔ این اصحاب مانند عثمان بن سعید، نایب و وصی حسن عسکری، این پسر پنهان نگاه داشته شده بود، چرا که بیم آن می‌رفت که به‌دست دولت عباسی دستگیر شده و کشته شود. دیدگاه این گروه که در آغاز دیدگاهِ اقلیتِ شیعه بود، به‌مرور به دیدگاه تمامیِ شیعیانِ امامی تبدیل شد که شیعیانِ دوازده امامیِ کنونی هستند.
از دیدگاه رایج تاریخی، باور به دوازده امام و اینکه امام دوازدهم همان مهدی موعود است اندک‌اندک در میان شیعیان تکامل یافت. در مقابل جاسم حسین می‌گوید طبق شواهد احادیثی مبنی بر آنکه امام دوازدهم همان قائم موعود خواهد بود پیش از درگذشت حسن عسکری در سال ۲۶۰ قمری (۸۷۴ میلادی) مطرح بوده است. به‌نظر می‌رسد مدتی طول کشید تا این نظریه به صورت‌بندیِ نهاییِ خود برسد و پس از آن هم توجیه‌ها و تبیین‌های دینی گسترده‌ای در موردش ارائه شد. شیعیان با دو رویکردِ حدیثی و کلامی به تبیین نظریهٔ غیبت برخاستند. کلینی (و. ۳۲۹ ه‍.ق/۹۴۱ م). در احادیثِ بابِ غیبتِ کتاب اصول کافی — که در خلال دورهٔ سفرا (موسوم به غیبت صغری) گرد آورد — به موضوع غیبت و علت آن پرداخت. به‌ویژه نعمانی در کتاب الغیبة به تبیین نظریهٔ غیبت از طریق احادیث پرداخت و او برای نخستین بار اصطلاحاتِ «غیبت صغری» و «غیبت کبری» را به کار برد. پس از وی ابن بابویه (و. ۹۹۱–۹۹۲) در کتاب کمال الدّین دربارهٔ گردآوریِ احادیثِ مربوط به امام دوازدهم و غیبت وی کوشید. از دیگر سو، متخصصانِ علم کلام از جمله شیخ مفید (و. ۴۱۳ ه‍.ق/۱۰۲۳ م). و شاگردانش به‌خصوص سید مرتضی (۱۰۴۴–۱۰۴۵) به تدوین نظریاتِ کلامیِ امامت، جهتِ تبیینِ ضرورتِ وجودِ امامِ زنده در شرایط غیبت پرداختند.
باور به امام غایب (ناپدیدار)، سود بسیاری برای شیعیانِ زیر آزار و ستم داشت. از آنجا که امام غایب پتانسیلِ تهدیدِ کمتری نسبت به یک امام حاضر (پدیدار) داشت تنش‌ها با حاکمان سنی‌مذهب کاهش یافت. همچنین باور به ظهورِ امام غایب باعث شد که انتظار بتواند جایگزینِ چالشِ مستمرِ نظامِ سیاسیِ حاکم شود. امام غایب عامل همبستگی شیعیانی شد که پیش از آن، هر گروه‌شان، گرد یکی از امامانِ حاضر می‌آمدند و از هم گسیخته شده بودند. افزون بر این باور به ظهورِ امام غایب — به‌عنوان مهدی — شیعیان را در تحملِ شرایطِ دشوار یاری نمود و به آن‌ها امیدِ آینده‌ای سرشار از دادگری داده است.

## پیشینه اعتقاد شیعه به مهدی و قائم
چنان‌که جاسم حسین توضیح می‌دهد مفهوم «مهدی» به‌عنوانِ شخصِ هدایت‌شده از زمان پیامبر استعمال می‌شد. هم اهل سنت آن را برای خلفای راشدین به‌کار بردند و هم شیعه آن را برای امامان استفاده کرد. برای مثال در قیام حسین بن علی شیعیانِ کوفه از وی به‌عنوان مهدی دعوت کردند و هم سلیمان بن صُرَد پس از کشته شدنش با این عنوان از او تجلیل کرد. اما کاربرد آن در مفهومِ منجی از زمانِ قیام مختار و توسط مختار ثَقَفی برای محمد حنفیه پدیدار شد.

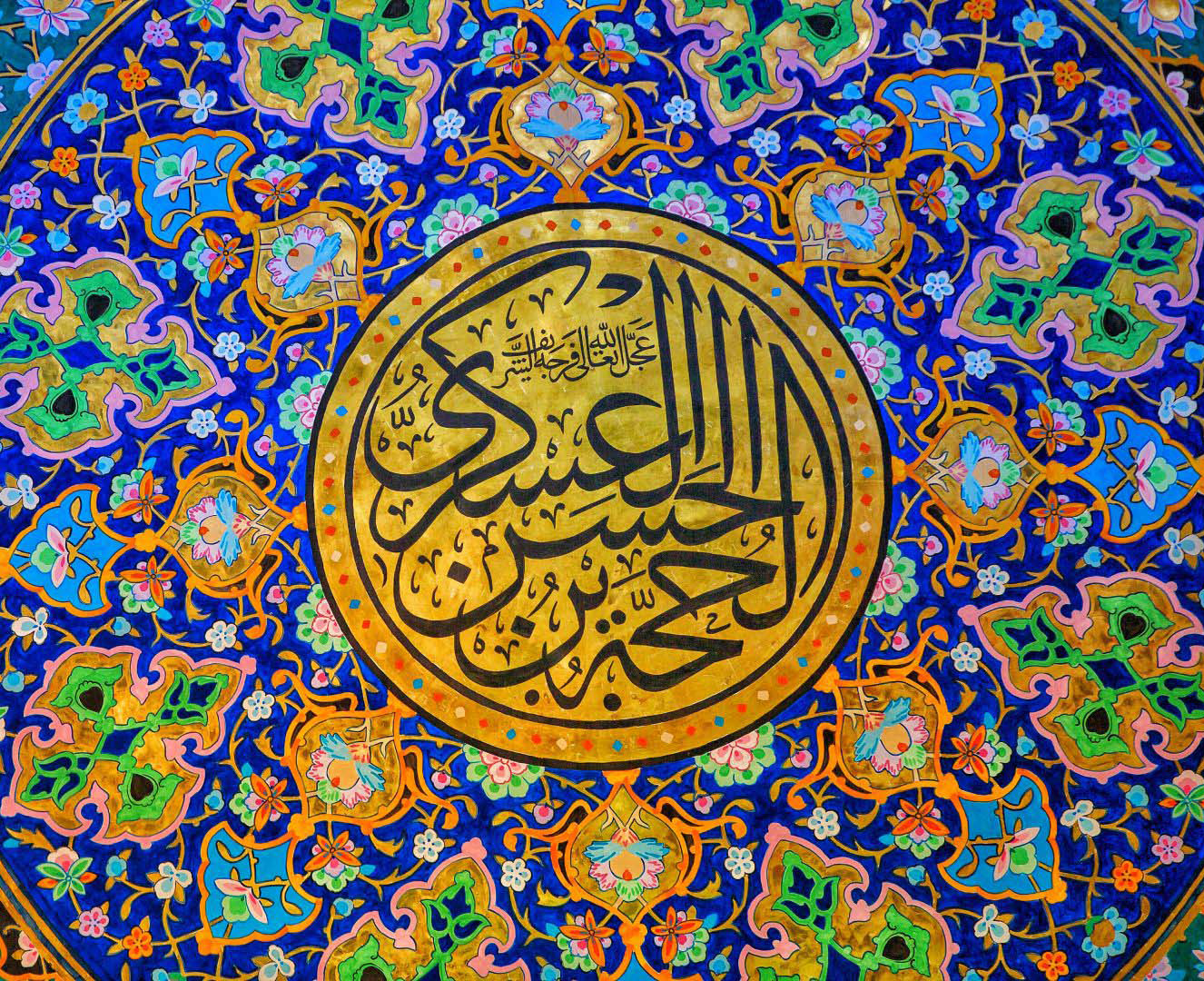
تایپوگرافی نام حجت بن الحسن العسکری بر دیواره‌ای از حرم امام حسین در کربلا

به‌گفتهٔ سعید امیرارجمند و ویلفرد مادلونگ، اولین اشارات به وجود «باور به مهدی»، غیبت و منجی در نزد مسلمانان به زمان فرقهٔ شیعهٔ کِیْسانیّه بازمی‌گردد؛ فرقه‌ای که پس از سرکوب قیام مختار شکل گرفت. آنان محمد حنفیه، فرزندِ علی و امام اول شیعیان را مهدی می‌دانستند و پس از فوتِ او چنین اعلام کردند که او نمرده است و در کوه رَضْوا در مدینه در غیبت به‌سر می‌بَرد و روزی به‌عنوان مهدی و قائم بازخواهد گشت. به‌نوشتهٔ مادلونگ، شیعیان بارها به افرادِ متعددی از خاندانِ پیامبر اسلام به‌عنوان مهدی روی آوردند. اما این افراد نتوانستند انتظاراتِ شیعیان را برآورده سازند. افرادی مانند محمد حنفیه، ابوهاشم فرزند محمد حنفیه، محمد بن معاویه از خاندان جعفر ابوطالب، محمد بن عبدالله نفس زکیه، جعفر صادق و موسی کاظم هر کدام در برهه‌ای، مهدی موعود شیعیان شناخته می‌شدند. علاوه بر کیسانیه، زیدیه از عنوانِ مهدی با مفهومِ منجیِ انتهای تاریخ برای رهبران‌شان که قیام مسلحانه کردند، مکرراً استفاده نمودند. همچنین گروه‌های منشعب از امامیه نظیر ناووسیه و واقفیه این لقب را با همین مفهوم برای امامان ششم و هفتم پس از درگذشت‌شان به‌کار بردند.
هم محمد باقر و هم جعفر صادق در موارد مختلف توسطِ پیروان‌شان مورد اطمینان قرار گرفتند که اگر در مقابلِ حکومت وقت قیام کنند از آن‌ها پشتیبانی خواهند نمود؛ ولی این امامان در پاسخ، شیعیان‌شان را به آرامش فرامی‌خوانند و می‌گفتند گرچه همهٔ امامان قائم هستند و قابلیتِ سرنگون کردن حکومت‌های جور را دارند، ولی قائمِ موعود پس از غیبت به‌فرمان خدا ظهور خواهد کرد تا بی‌عدالتی را از میان ببرَد. در خصوص کاربرد مهدی به‌عنوان منجیْ توسط امامیه اختلاف نظر وجود دارد. به‌نوشتهٔ مُدرّسی امامیه از زمان علی و کیسانیه با ایدهٔ قائم آشنا بودند. تا زمان دوران موسوم به غیبت صغری، مفهوم مهدی یک ایده متعلق به غیر امامیه بود. شیعیان در دوران غیبت به‌تدریج ایدهٔ مهدی متعلق به غیر امامیه و قائم متعلق به امامیه را در هم ادغام کردند. هرچند در کتاب‌های برجامانده تا دهه‌های آخر قرن سوم هجری/نهم میلادی، امام دوازدهمِ شیعه همان قائم دانسته می‌شد. اما از شروع قرن بعدی، کتاب‌های شیعه، امام دوازدهمِ شیعه را مهدی می‌نامیدند. ساشادینا نیز می‌گوید مهدویتِ امام دوازدهم بسطِ نظریهٔ امامتِ امام غایب بود که آن را با عقیدهٔ ظهور مهدی و ایجاد عدالت ترکیب نمود در حالی که پیش از آن، امام دوازدهمْ مهدی موعود تلقی نمی‌شد. در مقابل جاسم حسین می‌نویسد نه تنها مهدی به‌معنای منجی نزد امامیه از زمان ائمه به‌کار می‌رفته، بلکه امامان پیشین معتقد بودند هر یک از آنان اگر شرایط ایجاب کند می‌تواند مهدیِ قائم باشد. وی می‌گوید از نخستین سال‌ها مسلمانان باور داشتند که پیامبر نویدِ آمدنِ مردی از نسل حسین بن علی را داده که در آینده با شمشیر قیام می‌کند تا بدعتها را از اسلام بزداید. اما رقابتِ سیاسی میان مسلمانان سبب شد برخی گروه‌ها اقدام به بهره‌برداری و تحریفِ احادیث نبوی نمایند تا از آن‌ها در نبرد سیاسی استفاده بَرند.
به‌گفتهٔ ارجمند بیشترِ این کیسانی‌ها، ایرانیان نومسلمان بودند و احتمالاً این ایرانیان با باورهای زردشتی در مورد منجی آشنا بودند؛ با قهرمانانی مانند گَرشاسْب که پس از بیداری از یک خواب طولانی، اهریمنان را از زمین برمی‌چینند. به‌نوشتهٔ محمدعلی امیرمعزی و تیموتی فرنیش، بسیاری از اعتقادات مسلمانان در مورد منجی، ظهور منجی، غیبت و مؤلفه‌های آن، مدیونِ ادیان پیشین مانند مانویت، دین زردشت، یهودیت و مسیحیت است.
اما به‌نوشتهٔ جاسم حسین منشأِ دیدگاهِ مهدی به‌عنوان منجی در احادیث پیامبر بوده است که توسط بیست و شش نفر از صحابه و در کتاب‌های حدیثِ اهل سنت، زیدیه و امامیه نقل شده است. وی ضعیف بودن احادیث را رد می‌کند و می‌گوید این احادیث در زمان امویان نیز رواج داشته و در کتاب سلیم بن قیس منسوب به سُلَیْم بن قِیْسِ هلالی (و. حدود ۸۰–۹۰ ه‍.ق/۶۹۹–۷۰۸ م) هم آورده شده است. از سوی دیگر، مورخان و مُتِکَلِّمان شیعه نظیر سید مرتضی عسکری با تأکید بر اشتراکِ ادیان مختلف در خصوص کلیتِ موضوعِ نوید به آمدن مهدی و برپایی دین و برقراری عدل در زمین، این موضوع را از مشترکاتِ ادیان الهی و ناشی از منشأ فطریِ ادیان می‌دانند. این گروه نخستین اشاره به مهدی را در احادیث پیامبر اسلام که از طرقِ شیعه و سنی روایت شده ذکر می‌کنند برمی‌شمارند و وجود وی را از ضروریاتِ تحققِ وعده‌های اسلام و قرآن در برپاییِ عدل و قِسط در زمین می‌دانند.
ویلفرد مادلونگ در دانشنامه اسلام، تأکید دارد نظریه غیبت پیش از غیبت امام دوازدهم به اندازه کافی به‌وسیلهٔ روایات ائمهٔ پیشین شیعه مورد تصدیق قرار گرفته است، طوری که پس از مرگ امام یازدهم اکثریت امامیه به وجود مهدی موعود عقیده داشتند. به‌علاوه مادلونگ چندین محقق سنی مذهب را نام می‌برد که اعتقادات مشابهی دارند. همچنین در حدیثی که هم شیعه و هم اهل سنت اعتبارش را تأیید می‌کنند، محمد گفته است: «اگر تنها یک روز از عمر زمین باقی باشد، خداوند آن روز را آنقدر طولانی خواهد کرد تا خداوند مردی از خاندان من خواهد فرستاد که همنام من است. او زمین را را از عدالت پر خواهد کرد همان‌طور که از بی عدالتی پر شده است.»

## شرایط سیاسی و اعتقادی سده‌های سوم و چهارم
از زمان حکومتِ مُتِوَکّلِ عباسی (۲۳۲–۲۴۷ ه‍.ق/۸۴۷–۸۶۱ م) سیاستِ مُدارای مأمون (۱۹۸–۲۱۸ ه‍.ق/۸۱۳–۸۳۳ م) و خلفای پس از وی با شیعیان یک‌باره به کنار گذشته شد. در دوران متوکّل و به‌دستور او، حرم حسین بن علی تخریب شد و امام دهم شیعه، هادی، به‌همراه فرزندش حسن عسکری از مدینه به سامرّا فراخوانده شد تا تحت نظارتِ خلیفه باشد. متوکّل از هیچ وسیلهٔ ممکن در آزار رساندن و بی‌احترامی به وی دریغ نمی‌کرد. گزارش‌ها حاکی از آن است که فشارِ شدیدی بر امامان در سامرّا می‌آمد و شیعیان در عراق و حجاز در شرایطِ اسف‌باری زندگی می‌کردند. مُنتَصِر، پسر و جانشین متوکل این سیاست‌ها را برداشت و در نتیجه، امام هادی آزادی بیشتری پیدا کرد. سیاست‌های متوکل در زمان مُستَعین (۸۶۲–۸۶۶ م) هم ادامه یافت. احتمالاً در این زمان بود که امام دهم شیعه عثمان بن سعید را به نمایندگی خود در عراق برگزید که البته این نمایندگی در زمان امام یازدهم حسن عسکری نیز تأیید شد. در دوران آخرین امامان شیعه، شبکه‌ای از وُکَلا شکل گرفته بود؛ البته این شبکه بیشتر از آنکه به‌مانند سایر شبکه‌های عَلَویِ آن زمان (اسماعیلیه، زیدیه، نوادگان حسن بن علی) به‌قصدِ برپاییِ قیام تشکیل شده باشد، کارِ گردآوریِ وجوهاتِ دینی مانند خُمس و زَکات را انجام می‌داد.
به‌واسطهٔ سیاست‌های اداری، مالی و نظامی متوکل از جمله ولخرجی فراوان، عدم ثبات مقاماتِ اداری و تغییر مکانِ پایتخت به سامرّا و نیز چرخش مذهبیِ وی به سمت حَنابِله، خلافت تضعیف شد و با قتل وی در ۲۴۷ ه‍.ق/۸۶۱ م توسط غلامانِ تُرک، زمینهٔ زوالِ قدرت عباسیان فراهم شد. با وقوع جنگ داخلی در بغداد و سامرّا طی یک دهه پس از مرگ متوکل که به کشته شدنِ چهار خلیفه انجامید، امپراتوری عباسی عملاً تکه‌تکه شد و سلسله‌های نسبتاً مستقلی توسط قدرت‌های نظامیِ محلی تحت عنوان «امیر» در جای‌جای سرزمین‌های اسلامی ظهور کردند. این سلسله‌های جدید مانند صفاریان، برخلاف امرای قبلی نظیر طاهریان در پیِ خودمختاری و مرکزگریزی بودند. شرایط سیاسی و مذهبیِ سال‌های آخرِ امامتِ حسن عسکری و نخستین دهه‌های پس از مرگ او — همزمان با خلافت مُعتَمِد عباسی (۲۵۶–۲۷۹ ه‍.ق/۸۷۶–۸۹۲ م) — بسیار پُرچالش بود. این دوران به جهت سیاسی، مصادف بود با عصر ضعف خلافتِ عباسیان؛ بدین صورت آنان از اِعمالِ مؤثرِ حاکمیت خود جز در بخش محدودی از سرزمین عراق ناتوان بودند. در این دوره، افراد مختلف در جای‌جای قلمرو عباسیان قیام کرده‌بودند و سرزمین مسلمانان دچار تجزیهٔ سیاسی شده‌بود. معتمد عباسی، حسن عسکری را — که رقیبی بِالْقوّه برای خلافت به‌شمار می‌رفت — در سامرا تحت نظارت و مراقبت قرار داده و او را حتی از ملاقات با پیروانش نیز بازداشته بود. از سوی دیگر، معتمد عباسی، خود، تحت سلطهٔ برادرش مُوَفَّق بالله بود که فرماندهی سپاه را در اختیار، و دیوان را تحت تسلط داشت، به‌طوری‌که از ۸۸۲ عملاً خلیفه تحت اسارتِ خانگی قرار داشت و قدرتی نداشت. موفق و پسرش مُعتَضِد (خلافت از ۸۹۲ تا ۹۰۲ م)، و فرزندان وی مُکتَفی (از ۹۰۲ تا ۹۰۸ میلادی) و مُقتَدِر (از ۹۰۸ تا ۹۳۲ میلادی) موفق شدند با به‌کارگیری دستگاه دیوانی و قدرت نظامی، نهادِ خلافت را احیا کنند. هرچند که سرزمین‌های تحتِ حکمرانیِ مستقیمِ آن محدود به عراق شده بود، آن‌ها توانستند با به‌کارگیری نیروی نظامی و دیپلماسی، به‌تدریج سلطهٔ خود را بر مصر و غرب و مرکز ایران گسترش دهند. از دورهٔ معتضد تا چند دهه بعد، دیوان عباسی تحت ادارهٔ خاندان شیعی آل فرات و خاندان تازه‌مسلمانِ آل جراح بود. رقابت این دو خاندان سبب شد دیوانسالاریِ عباسیان دچار فرقه‌گرایی شود.
طی دهه‌های پایانی سدهٔ سوم هجری که شیعیان عراق در بحرانِ امامت به‌سر می‌بردند، جنبش‌های شیعی، به‌خصوص اسماعیلیه، در مناطق مختلف از جمله شمال آفریقا و شمال سوریه سر برآوردند. در این زمان دعوتِ اسماعیلیان فزونی گرفت و نهایتاً ابوعبدالله شیعی موفق شد در مغرب عربی پیروانی را جمع کند. در این زمان شخصی به نام سعید بن حسین، موسوم به عبیدالله مهدی ادعای امامت کرد و ابوعبدالله شیعی به وی گروید. ابوعبدالله شیعی موفق شد در ۲۹۷ ه‍.ق/۹۰۹ م افریقیه را تصرف کند. سپس، در همان سال عبیدالله مهدی، منصبِ خلافت را برعهده گرفت و دولت فاطمیان را تأسیس نمود. اسماعیلیانی که خلافت فاطمیان را نپذیرفتند، جنبش قَرمَطیان را ایجاد کردند. از سوی دیگر، شیعیانِ زیدی در سال ۲۵۰ ه‍.ق/۸۶۴ م دولتی را در طبرستان و در سال ۲۸۴ ه‍.ق/۸۹۷ م دولتی را در یمن تأسیس کردند. در این دوره مکتبِ کلامیِ استدلالیِ ابوسهل نوبختی (۲۳۷–۳۱۱ ه‍.ق) در میان شیعهٔ امامیه محوریت یافت و به تعالیمِ مذهب شیعه انسجام بخشید، که در سدهٔ بعد به مکتبِ کلامیِ شیخ مفید انجامید.
سال‌های آغازینِ موسوم به غیبت کبری، هم‌زمان با دورانی بود که به «قرن شیعه» معروف است. در دهه‌های ابتدایی سدهٔ چهارم هجری/دهم میلادی خاندان زیدی‌مذهبِ آل‌بویه بر مناطق مهم ایران شامل فارس، ری و اصفهان دست یافتند. در سال ۳۳۴ ه‍.ق/۹۴۵ م بنی‌عباس تحت سلطهٔ حکومت شیعهٔ آل‌بویه درآمد؛ آل‌بویه با اینکه احتمالاً در آغاز زیدی بودند، هنگامی که به حکومت رسیدند به شیعهٔ دوازده امامی گرایش یافتند؛ آل‌بویه چون از نسلِ پیامبرِ مسلمانان نبودند باید امامی زیدی از نسل پیامبر را برای اطاعتِ کامل از او به امامت می‌رساندند؛ بنابراین احتمالاً به همین دلیل بود آنان پس از رسیدن به حکومت، به شیعهٔ دوازده امامی متمایل شدند و ایدهٔ یک امامِ غایب از نظر سیاسی برای بوییان مطلوب‌تر بود. هم‌زمان با آل‌بویه، حکمرانانِ شیعهٔ دیگر، شامل فاطمیان در مصر و شمال آفریقا، خاندان بنی حَمْدان در شمال عراق و سوریه و اِدریسیان بر بخش‌هایی از شمال آفریقا حکمرانی می‌کردند. شیعه در این زمان به دلیل نفوذِ سلسله‌های فاطمیان و آل‌بویه در قلبِ سرزمین‌های اسلامی، مستحکم‌ترین بنیادهای دینی و فکری خود را بنیان نهاد. در این دوره بود که آثارِ بنیادینِ اعتقادی شیعه برای نسل‌های بعدی فراهم شد. آل‌بویه علوم شیعی را ترویج نمودند و علمای دینی را از مکاتب گوناگون حمایت کردند و زمینهٔ ورود علوم کلامیِ معتزلی به شیعه را فراهم ساختند.

## رویکرد تاریخی: از دوران حیرت تا تبیین نهایی اعتقادات تشیع دوازده امامی

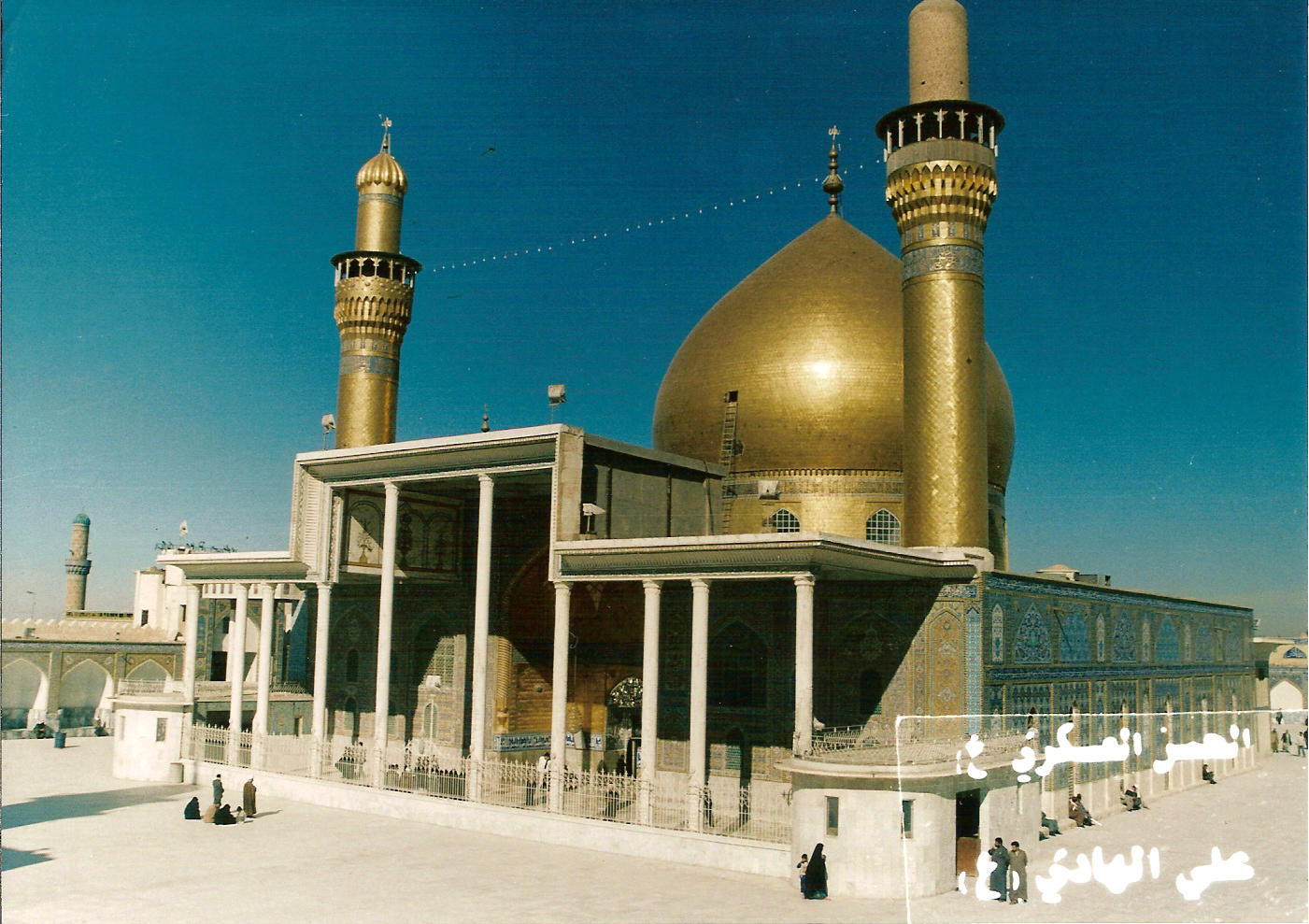
حرم عسکریین در سامرا، محل دفن حسن عسکری، امام یازدهم شیعه و پدر حجت بن الحسن

در این بخش در خصوص دیدگاه‌های مختلف دربارهٔ سیر تاریخی اعتقاد به حجت بن حسن به عنوان امام دوازدهم، مهدی و غیبت وی در جامعه شیعه توضیح داده می‌شود.

### اختلافات شیعیان در مورد وجود فرزند حسن عسکری

#### ولادت حجت بن الحسن
به‌نوشتهٔ احمد پاکتچی حسن عسکری هرگز همسری اختیار نکرد و نسل وی از طریقِ کنیزی ادامه یافت که در منابع با نام‌های متعدد از وی یاد شده است. مشهورترین نام در منابع صیقل است؛ هرچند نرجس در طی سده‌های پسین رواج یافته است. همچنین اسامیِ سوسن، ریحانه و مردم نیز آمده است. بر اساس غالبِ منابعِ شیعه و سنی نظیر ابوالْمَعالی (و. پس از ۴۸۵ ه‍.ق)، ابن اثیر (و. ۵۵۵ ه‍.ق) و ابن شهرآشوب (و. ۵۸۸ ه‍.ق) و ابن طلحه (و. ۶۲۵ ه‍.ق) تنها فرزند وی محمد نام دارد که بنا بر روایتِ مشهور نزد شیعه در نیمهٔ شعبان ۲۵۵ ه‍.ق متولد شد و البته سال‌های ۲۵۴ و ۲۵۶ ه‍.ق هم در منابع ذکر شده است. در برخی منابع شیعه و سنی نظیر محمد زرندی (و. ۷۵۰ ه‍.ق) و حسین خصیبی (و. ۳۴۶ ه‍.ق) فرزندان دیگری تا ۳ پسر و ۳ دختر را برشمرده‌اند. برخی از مورخانِ اهل سنت نظیر طبری (و. ۳۱۰ ه‍.ق) و ابن حزم (و. ۴۵۶ ه‍.ق) بر این نظرند که وی اصلاً فرزندی نداشته است.

#### سال‌های امامت حسن عسکری
حسن عسکری طی سال‌های امامتِ خود در سامرا تحت محدودیت‌های اعمال‌شده از سوی خلیفهٔ عباسی می‌زیست. وی زیر نظر جاسوسانِ معتمد عباسی بود و لذا نمی‌توانست با شیعیان ارتباطِ آزادانه داشته باشد و تنها خَواصِّ اصحابش با وی شخصاً ارتباط داشتند. وی در سال ۲۶۰ ه‍.ق بیمار شد. معتمد چند نفر مراقبْ به‌همراه پزشک و قاضی‌الْقُضات را بر بالین وی فرستاد. نهایتاً وی در اثر این بیماری در ۸ رَبیعُ‌الْاوَّلِ آن سال مقارن با اول ژانویهٔ ۸۷۴ م درگذشت. معتمد، ابوعیسی فرزند متوکل را فرستاد تا بر وی نماز گزارَد. او پس از انجامِ مراسم در منزلش دفن شد. بنا بر روایتِ شیخ طوسی، عثمان بن سعید در طول بیماریِ حسن عسکری بر بالین وی بود و مراسم غسل و خاک‌سپاری را وی به‌جا آورد. بدین ترتیب طبق مأخذِ قدیمِ امامیه، حسن عسکری آشکارا پسرش را معرفی ننمود و جانشینی را به‌طور علنی معرفی نکرد. بدین ترتیب امامیه که معتقد بودند زمین نمی‌تواند از حجّتِ خدا خالی باشد و امام بعدی با وصایتْ توسط امام قبلی معرفی می‌شود، دچارِ حیرت شدند و به فرقه‌های متعدد منشعب گشتند.
از سوی دیگر به‌نوشتهٔ مدرّسی در زمان امامتِ حسن عسکری بر شیعیان، امامت وی توسط برادرش جعفر به‌چالش کشیده شد و منجر به اوج‌گیری اختلاف، دشمنی، نفرت و خصومت بین دو برادر و یاران آن‌ها گردید. دشمنی‌هایی که حتی به خشونت کشیده شد و شدیدترین تبلیغاتِ منفیِ دو طرف علیه همدیگر را به‌دنبال داشت. فوت حسن عسکری بدون فرزند و بدونِ برادرِ دیگری جز جعفر، امامیه را دچار بزرگ‌ترین مشکلِ عقیدتی نمود که تا به حال تجربه کرده‌بود. واضح بود که یارانِ نزدیکِ حسن عسکری تمایلی به برگشت به‌سوی جعفر پس از تمامِ ماجراها و دشمنی‌های زمانِ حسن عسکری نداشتند. به‌نوشتهٔ جاسم حسین عده‌ای از شیعیان با تفاسیرِ متعدد به امامت جعفر گرویدند. گروهی با رویکرد و اَدِلّه‌ای مشابهِ اَفطَحیّه معتقد بودند امامت از حسن عسکری به برادرش جعفر رسیده است. این گروه بیشتر در میان متکلّمانْ به‌خصوص در کوفه رواج داشت. رهبرِ آنان علی بن الطَّلح یا الطَّلحی خَزّاز از متکلمانِ مشهورِ افطحیه بود. همچنین ممکن است خانوادهٔ علمیِ افطحی‌مذهب بنی‌فَضّال به‌ویژه احمد بن حسن (و. ۲۶۰ ه‍.ق) و برادرش علی بن حسن (و. ۲۷۰ ه‍.ق) به این آیین گرویده باشند. گروه دیگر از اساسْ منکرِ امامت حسن عسکری بودند و پیش از مرگ وی هم معتقد بودند علیِ هادی، جعفر را به امامت برگزیده است و علی بن محمد بن بَشّار از رهبران آن بود و موفق شد برخی از معتقدان به امامتِ حسن عسکری را نیز پس از مرگِ وی جذب کند. اما جعفر خودْ مدعی بود که امامت از جانب برادرِ دیگرش محمد بن علی هادی به وی رسیده است.

#### اختلاف بین جعفر و مادر حسن عسکری
جعفر (و. ۲۷۱ ه‍.ق)، تنها برادر زندهٔ حسن عسکری، پس از مرگ وی، مدعی شد حسن عسکری فرزندی نداشته است و میراث وی را تصاحب کرد. بین جعفر و مادر حسن عسکری بر میراث وی اختلافی بروز کرد که توسط مدرّسی و جاسم حسین به دو شکلِ متفاوت تبیین شده است. مدرّسی می‌گوید مادر حسن عسکری، حُدَیث، در نقطهٔ مقابل ادعا کرد که فرزند حسن عسکری هنوز به‌دنیا نیامده اما کنیزی به‌نام صقیل از حسن باردار است. این ادعا صرفاً برای آن بود که دست جعفر، برادر حسن عسکری از ارث کوتاه شود؛ زیرا در صورت فرزنددار بودنِ حسن، برطبق فقهِ اهل سنت، میراث حسن عسکری تنها به مادر او تعلق می‌گرفت. این ادعا به جایی نرسید و کنیز تا چندین سال تحت نظر بود و فرزندی به‌دنیا نیاورد. بزرگان شیعه و یاران نزدیکِ حسن عسکری نیز بعضی جانب جعفر را گرفتند و عده‌ای جانب مادرِ حسن عسکری را. اما جاسم حسین می‌گوید طبق روایتِ شیخ مفید، حسن عسکری وصیت‌نامه‌ای تنظیم کرد و تمام دارایی خود را به مادرش بخشید. حُدَیث پس از دریافتِ خبر مرگ وی از مدینه به سامرّا آمد، اما تمامِ اموال، تحتِ سیطرهٔ عباسیان درآمده بود و جعفر نیز بر حق خود از ارث اصرار داشت. حدیث با استناد به فقه امامیه گفت حسن عسکری وی را وارث خود قرار داده و جعفر حقّی در آن ندارد. پس از آنکه محقق شد صقیل آبستن نبوده قاضی به‌نفع حدیث رأی داد، اما میراث برخلافِ فقهِ امامیه نصف شد.

#### فرزند غایب
به‌نوشتهٔ جاسم حسین، ابوسهل نوبختی (و. ۳۱۱ ه‍.ق) روایت می‌کند اصحابِ سِرِّ حسن عسکری که احادیث وی را روایت می‌کردند و نایبانِ او بودند، پس از مرگ وی متّفق‌القول بودند او از خود پسری برجا گذاشته که امام است. آنان شیعیان را از پرسیدنِ نامِ او و افشای وجودش برای دشمنان منع می‌کردند. همچنین طبق گزارش‌های شیخ صدوق، شیخ طوسی و رِجالِ نَجاشی، حسن عسکری پیش از فوت، پسر خود را به‌عنوان جانشین به چهل تن از اصحاب نزدیکش معرفی کرده و به آن‌ها دستور داده در طول غیبتِ وی از عثمان بن سعید و پسرش محمد بن عثمان اطاعت کنند. بخش بزرگ‌تری از شیعیان این نظر را پذیرفتند هر چند در بدوِ امر در خصوص زمان تولد، نام وی و اینکه آیا وی مهدیِ قائم است یا خیر اختلاف داشتند. اما به‌نوشتهٔ مدرّسی تا زمان مرگ حسن عسکری صحبتی از فرزندِ وی به‌میان نبود و حسن عسکری نیز در وصیتش تنها از مادرش نام برده بود. پس از مرگ او، اصحاب نزدیکش به رهبری عثمان بن سعید عَمْری، این مسئله را اعلام کردند که حسن عسکری پسری می‌داشته که جانشینِ مشروعِ امامت است. طبق گفتهٔ عمری، این پسر مخفی نگاه داشته شده بود، چون بیم آن می‌رفت که توسط دولت دستگیر شود و به‌قتل برسد. در مقابل، فاطمه (خواهر حسن عسکری) و جعفر (برادر حسن عسکری) اعلام کردند که فرزندی از امامِ شیعه به‌دنیا نیامده است. حکیمه، عمهٔ حسن عسکری، نیز به وجود فرزندی از حسن عسکری معتقد بود (در روایتی خود شاهد به‌دنیا آمدن بوده است؛ اما در روایتی دیگر از او نقل شده که خود، تولد فرزند حسن را ندیده، بلکه از نامه‌ای که حسن به مادرش نوشته بود از تولدِ این فرزند آگاه شده است).
به‌نوشتهٔ مدرّسی در این زمان، نایبان امامِ درگذشته (امام یازدهم)، اصرار در نگاه داشتنِ این اعتقاد داشتند که فرزندی از عسکری در غیبت هست که به فرمان خدا قیام خواهد نمود. معتقدانِ این دیدگاه، آماجِ حمله همهٔ جناح‌ها بودند و موردِ مخالفتِ شدید قرار می‌گرفتند. عباسیان به‌ویژه نگرانِ جانشینِ موعودِ عسکریِ در غیبت بودند. معتمد به این دلیل دستور داد خانهٔ امام را بگردند (همهٔ اتاق‌ها را پس از جستجو قفل می‌کردند). تلاش‌هایی صورت گرفت تا معلوم شود آیا امام از خود فرزندی به‌جا گذاشته است یا خیر و ماماهایی در حرم امام گماشته شدند تا هرگونه بارداری را تشخیص دهند. یکی از کنیزان که مشکوک به بارداری بود، در قرنطینه‌ای در یک خانهٔ مخصوص تحتِ مراقبت قرار گرفت. در موردی دیگر، همسر عسکری به‌نام صیقل زندانی شد که چرا محلِ اختفای پسرش را نمی‌گوید. این شرایط، تا زمانی که خلیفه درگیرِ ناآرامی‌های سیاسی شد که توسط صاحبُ الزَّنْج و حاکمان استان‌های ایران، مصر و سوریه ایجاد شده بودند، ادامه یافت. عباسیان همچنین جعفر، برادر عسکری و مدعیِ جایگاهِ امامت را مورد حمایت قرار دادند تا در خانوادهٔ امام نزاعی برقرار کند. منابع شیعه، جعفر را شخصی دنیادوست و لذت‌جو معرفی می‌کنند که برای امام شدن از اهرم‌های فشارِ مختلفی (در هنگام خلافت معتمد) استفاده کرد و بیشتر از یک بار سعی در بدنامیِ کسانی نمود که اعتقاد به امامتِ فرزندِ غایبِ عسکری داشتند.
بیشترِ وکلای محلی که تا پیش از فوت امام شیعه، مسئولیت برقراری ارتباط بین شیعیان و امامان و جمع‌آوری خمس و وجوهات شرعی برای شیعیان را برعهده داشتند، گفتهٔ عثمان بن سعید را تأیید کردند. اما بعضی شکِّ خود را در مورد وجود چنین فرزندی ابراز نمودند. در این میان عثمان بن سعید از سامرّا به بغداد مهاجرت کرد. عثمان آن دسته از وکلا که به او وفادار بودند را در سِمَت خود نگه داشت و آنان به‌نیابت امام و نیز جمع‌آوریِ وجوهات شرعی برای امامی که تولدش را وعده داده بودند، ادامه دادند. به‌گفتهٔ حسین مدرسی، اکثریت شیعیان در شهرهای متفاوتی از ایران، به‌خصوص قم وضع موجود را پذیرفتند و به پرداخت وجوهات به نایبان ادامه‌دادند. اما عراق و کوفه وضع متفاوتی داشت. بسیاری یا شاید حتی اکثریت شیعیان، امامت جعفر را پذیرفتند. بزرگان و متکلمانی از شیعه مانند علی بن حسن بن فَضّال، برجسته‌ترین روحانیِ شیعه در کوفه، از این جمله بودند. اما جعفر نیز مدت زیادی عمر نکرد و چند سالی پس از فوت برادرش حسن عسکری (۲۷۱ ه‍.ق) درگذشت. در این میان عثمان بن سعید در بغداد تا زمان مرگ (حدوداً بین ۲۶۰ تا ۲۶۷ ه‍.ق) به ادارهٔ دستگاه امامت ادامه داد. او اصرار داشت که در تماس مستقیم با فرزند حسن عسکری است.

### فرقه‌های امامیه در دوران حیرت
با مرگ حسن عسکری (و. ۲۶۰ ه‍.ق/۸۷۴ م)، امام یازدهم شیعه، سردرگمیِ بزرگی برای نیم قرن در بین شیعیان پدید آمد که نویسندگان شیعه از آن تحتِ عنوان «دوران حیرت» نام می‌برند. در این دوران، انشقاق در بین شیعیان شدت یافت و جنبش‌های رقیب مانند اسماعیلیه نیز استفادهٔ کافی از این موقعیت نمودند. تبلیغات در این دوران به حدی بود که بسیاری از شیعیان و بسیاری از بزرگان شیعهٔ امامی، مذهب خود را ترک نمودند. شیعهٔ امامی به فِرَقِ متعدد منشعب شد. مسعودی (و. ۳۴۶ ه‍.ق/۹۵۷ م) در کتاب مرُوج‌الذّهب تعداد این فرقه‌ها را بیست فرقه شمرده است و حسن بن موسی نوبختی (و. حدود ۳۰۰ ه‍.ق) در کتاب فِرَقُ الشّیعه، از چهارده فرقه با ذکرِ جزئیاتِ اعتقادیِ آن‌ها نام می‌برد.
در یک دسته‌بندی کلی، گروهی از شیعیان چنین می‌پنداشتند که حسن عسکری اصلاً فرزندی نداشته است و گروهی دیگر می‌گفتند حسن عسکری امامِ بدون فرزندی است که نمرده است و حسن عسکری همان مهدیِ غایب است. گروهی نیز معتقد بودند که حسن عسکری فرزندی ندارد و آن‌ها روی به‌سوی برادر حسن عسکری، جعفر گردانیدند. گروه دیگری عنوان می‌کردند که فرزند حسن عسکری پیش از مرگِ پدرش درگذشته است. یک گروه هم اعتقاد داشتند که فرزندِ حسن عسکری همان مهدی است که پدرش او را از ترس خلیفهٔ زمان مخفی نگاه داشته و تنها توسط شمارِ کمی از یاران موردِ اعتمادش دیده شده است. به‌گفتهٔ امیرمعزی، تنها بخشی از شیعیان که در آن زمان در اقلیتِ کوچکی بودند چنین دیدگاهی داشتند اما به‌گفتهٔ جاسم حسین، اکثریتِ شیعیانی که امامت حسن عسکری را پذیرفته بودند تابع این دیدگاه بودند. مذهب این گروه به‌مرور به مذهب تمامیِ شیعیانِ امامی تبدیل شد که شیعیان دوازده امامیِ فعلی هستند.
این فرقه‌ها به پنج دستهٔ کلی تقسیم می‌شوند؛ به‌جز آخرین دسته، سایر فرقه‌های منشعب‌شده تا صد سال پس از فوت حسن عسکری از میان رفتند:
- واقفیه بر حسن عسکری: کسانی که مرگ حسن عسکری را باور نداشته و او را به‌عنوان «مهدیِ آل محمد» زنده می‌پنداشتند و به نام «واقفیه»، یعنی کسانی که بر امامتِ حسن عسکری توقف کرده‌اند، شناخته می‌شدند.
- جعفریه: کسانی که پس از مرگ حسن عسکری، به برادر او جعفر بن علی الْهادی (۲۲۶ تا ۲۷۱ ه‍.ق) گرویده و به دلیل آنکه فرزند حسن عسکری را ندیده بودند، به امامتِ جعفر گردن نهادند که دسته‌ای از آنان وی را جانشینِ امام دهم شیعه (هادی) و دسته‌ای دیگر او را به‌عنوان امام دوازدهم می‌شناختند. به این گروه «جعفریه» می‌گفتند.
- محمدیه: عده‌ای که پس از انکارِ امامت حسن عسکری، به امامت اولین فرزند هادی محمد (حدود ۲۲۸ تا ۲۵۲ ه‍.ق) که در زمان حیات پدرش درگذشته بود، گرویدند. به اینان «محمدیه» گفتند.
- ختم امامت: شمار دیگری بر این باور بودند که همان‌گونه که پس از محمد (پیامبر مسلمانان) دیگر پیامبری نخواهد آمد، پس از مرگِ حسن عسکری نیز امامی وجود نخواهد داشت.
- قطعیه: این گروه که خود چندین شاخه بودند، به امامت فرزندی که خود برای حسن عسکری قائل بودند اعتقاد داشتند. این جریانی همان جریانی بود که به‌تدریج به شیعهٔ دوازده امامی فعلی تبدیل گشت.[۶۶]

دوره‌ای که باعث ایجاد این ابهام شد، در دوران خلافتِ معتمد عباسی (خلافت: ۲۵۶ تا ۲۷۹ ه‍.ق/۸۷۰ تا ۸۹۲ م) شروع شد و تا زمان خلیفهٔ عباسی مقتدر (خلافت: ۲۹۵ تا ۳۲۰ ه‍.ق/۹۰۸ تا ۹۳۲ م) ادامه یافت.

### تاریخچه اعتقاد به امام دوازدهم و غیبت
یک دیدگاهِ رایج در میان پژوهندگانِ تاریخِ تشیّع آن است که باور به تعدادِ ائمه — دوازده امام — و اینکه امامِ دوازدهم همان مهدیِ موعود است، به‌طور تدریجی در میان شیعیان تکامل یافته است. در مقابل جاسم حسین می‌گوید طبق شواهد، احادیثی مبنی بر آنکه امام دوازدهم همان قائمِ موعود خواهد بود پیش از سالِ ۲۶۰ ه‍.ق مطرح بوده است.
در خصوص روند شکل‌گیریِ اعتقاداتِ شیعهٔ دوازده امامی، به‌گفتهٔ امیرمُعِزّی، منابع دورهٔ حیرت، بحران عمیقی را نشان می‌دهد. بررسیِ منابعِ این دوران شک و ابهامِ عمیقِ شیعیان در مورد تعدادِ امام‌های شیعه و حتی موضوع غیبت را نشان می‌دهد. ابوجعفر بَرْقی (و. ۲۸۰ ه‍.ق/۸۸۷ یا ۸۹۳ م)، در فصلِ اولِ کتابش، که اختصاص به تفسیرهای مختلف از اعداد دارد، به اعداد ۳ تا ۱۰ می‌پردازد، اما در موردِ عددِ ۱۲ چیزی نمی‌گوید. یا هم‌عصر او صَفّارِ قمی (و. ۲۹۰ ه‍.ق/۹۰۲ م). در کتابش بَصائِرُ الدَّرَجات تنها ۵ حدیث از میان دو هزار حدیثِ کتاب اَلْمَحاسِن، در مورد تعدادِ امامان به امام دوازدهم اشاره می‌کند و هیچ اشاره‌ای به غیبت نمی‌کند. چند دهه بعد ابن‌بابویه (۳۰۶ تا ۳۸۱ ه‍.ق/۹۲۳ تا ۹۹۱ م)، معروف به شیخ صدوق، احادیث زیادی در مورد عدد دوازده، و در میان آن در مورد دوازده امام نقل می‌کند. ایتان کولبرگ نیز آثار نویسندگانِ امامیهٔ هم‌عصرِ وفاتِ حسن عسکری (مانند ابن برقی و صفار قمی) را بررسی می‌کند و چنین بیان می‌کند که «نبودِ عقایدِ خاصِ شیعهٔ دوازده امامی در این آثار، احتمالاً به این معنا است که اعتقاد به دوازده امام تا آن زمان هنوز جزءِ اصولِ اعتقادیِ امامیه درنیامده بود».
به‌نوشتهٔ امیرمعزّی برای اولین بار اشاره به دو غیبتِ امامِ دوازدهم در آثار ابوسهل نوبختی دیده می‌شود که به‌قول او دومی از اولی سخت‌تر است. از او دو نظریه در مورد امام غایب در منابع متأخّر ذکر شده است. یکی اینکه امام دوازدهم مرده است و فرزندِ او از دیدگان پنهان شده است و امامت از این فرزند به فرزندِ بعدی منتقل می‌شود تا زمانی که امامْ خود را بر مسلمانان علنی نماید. دیگر آنکه وجودِ او به‌صورتی روحانی باقی مانده است. به‌نوشتهٔ امیرمعزی هیچ‌کدام از این دو تئوری در اعتقاداتِ متأخرترِ شیعه ادامه پیدا نکرده است. به‌گفتهٔ وی تنها از زمان شیخ کلینی بود که اعتقاد به وجودِ امام دوازده در منابعِ شیعه به‌تواتر به‌چشم می‌خورَد. پذیرش این دیدگاه در ابتدا با مقاومت بسیاری از سوی خودِ شیعیان مواجه شد. در مقدمهٔ کتابِ الغیبة (تألیف حدود ۳۳۳ تا ۳۴۲ ه‍.ق) به‌قلم ابن اَبی‌زینب نعمانی (و. ۳۶۰ ه‍.ق)، نویسنده تأسف می‌خورد که اکثریتِ شیعیان، امام دوازدهم را نمی‌شناسند و حتی وجود او را قبول ندارند. شیخ صدوق مشاهدات مشابهی دارد هنگامی‌که او با سیلِ سؤالاتِ شیعیانِ خراسان مواجه شده بود که از هویتِ امام دوازدهم می‌پرسیدند.
در این زمان محدّثانِ شیعه سعی در اثبات وجودِ امام شیعه و برطرف کردنِ شکِّ موجود در میان شیعیان نمودند. به‌نوشتهٔ مدرّسی از راویان سنّیِ حدیث، گفتاری منسوب به پیامبر رسیده است که بر اساس آن دوازده خلیفه پس از او خواهند بود که همگی از قبیلهٔ قریش هستند (و اینکه پس از این دوازده خلیفه، هرج و مرج بر جامعه حکمفرما خواهد بود). این گفتار خیلی پیشتر از غیبتِ امام دوازدهمِ شیعیان در سال ۲۶۰ ه‍.ق رواج داشته است. به‌طور قطع این حدیث هم در زمانِ امویان و در حمایت از مشروعیتِ ایشان و هم در زمان جنبش‌های ضدِّ اموی بر سر زبان‌ها بود (به‌گفتهٔ سید حسین مدرسی، محدثان شیعه حتی حدیثِ دوازده خلیفه را حدیثی ضد شیعی می‌دانستند و آن را «بایکوت» کرده‌بودند). بنابرین هیچ‌کس نمی‌تواند ادّعا کند که این گفتار به‌هیچ عنوان نوشتهٔ امامیه در دوران پس از غیبت بوده باشد. در واقع هیچ شاهدِ مکتوبی از دهه‌های آخرِ سدهٔ سوم هجری وجود ندارد که نشان دهد این گفتار هیچ‌گاه توجهِ راویان شیعهٔ حدیث را جلب کرده بوده یا کسی در جامعهٔ شیعه فکر کرده باشد که این حدیث می‌توانسته مربوط به آن‌ها بوده باشد. تا حدود سال ۲۹۵ ه‍.ق که شیعیانِ دنباله‌رو انتظار داشتند امامت تا آخرالزمان ادامه پیدا کند و تعدادِ امامان را بیش از این می‌دانستند، در ابتدا توجهی به این حدیث نمی‌کردند. شیعیان در این زمان متوجهِ «حدیث دوازده خلیفه» شدند. از این زمان بود که محدثان شیعه آنقدر حدیث در موردِ دوازده بودنِ تعدادِ امامان یافتند که خود مبنای کتاب‌های مستقلی در این باب شد. ایتان کولبرگ با ذکر این مطلب که تمایل به عددِ دوازده جایگاه ویژه‌ای در تمدن‌های باستانی داشته است می‌نویسد احتمالاً روایاتِ تورات و انجیل در مورد «دوازده قبیلهٔ بنی‌اسرائیل» و «دوازده حوارّیونِ عیسی»، ریشهٔ ترجیحِ اسلامی برای نسبت دادن عدد دوازده بر شمارِ رهبران بوده است. به‌عنوان مثال از واژه «نُقَبا» نه فقط برای ۱۲ قبیلهٔ بنی‌اسرائیل (اشاره‌شده در قرآن)، بلکه برای دوازده نمایندهٔ پیامبر در اهالی مدینه یا دوازده رهبری که قیامِ عباسیان علیهِ امویان را رهبری کردند نیز استفاده شده است. یا یکی از غُلاتِ شیعه به‌نام ابومنصور عِجْلی (اعدام در سال ۱۲۱ه‍.ق/۷۳۸ م) خود را ششمین پیامبر از سلسله ۱۲ پیامبری معرفی کرد که آخرین آن‌ها «قائم» خواهد بود. به هر حال اشارات زیادی در تورات و انجیل در حمایت از اینکه عددِ دوازده، عددِ مربوط به تعدادِ «مؤمنان برگزیده» است وجود دارد (هر چند به همین میزان، اشارات زیادی در مکاشفهٔ یوحنا در حمایت اینکه عدد ۴ یا ۷ تعداد برگزیدگان است وجود دارد).
به‌نوشتهٔ ساشادینا دغدغهٔ اصلیِ بزرگانِ شیعه در این زمان اثبات وجودِ واقعیِ فرزندِ حسن عسکری و معرفیِ او به‌عنوانِ امام غایب به شیعیان بود. با کوشش‌های شماری از متکلمان و محدثانِ شیعهٔ امامی مانند ابوسهل نوبختی (و. ۹۲۳ م)، ابوجعفر ابن قِبَه (و. حدود ۳۱۹ ه‍.ق)، کلینی (و. ۳۲۹ ه‍.ق/۹۴۱ م)، نعمانی و به‌خصوص ابن بابویه (و. ۳۸۱ ه‍.ق/۹۹۱ یا ۹۹۲ م) اثر ارزندهٔ او کمال الدّین که معمار و تبیین‌کنندهٔ نظریه امام غایب و دورانِ غیبت و ظهورِ منجی‌بخشِ امام غایب است، این هدف حاصل آمد. در این زمان کلینی در احادیثِ بابِ غیبتِ کتابِ اصول کافی، که در خلالِ این دوره گردآورده‌بود، به موضوع غیبت و علت آن پرداخته است. به‌خصوص نعمانی در کتابِ الغیبة (نعمانی) به تبیین نظریهٔ غیبت از طریقِ احادیث پرداخت و او برای نخستین بار اصطلاحاتِ «غیبتِ صغریٰ» و «غیبتِ کبریٰ» را به کار برد. پس از وی ابن بابویه (و. ۹۹۱–۹۹۲ ه‍.ق) در کتاب کمال الدّین در خصوص گردآوریِ احادیثِ مربوط به امام دوازدهم و غیبت وی کوشید. به‌گفتهٔ عبدالعزیز ساشادینا در فاصلهٔ زمانیِ نوبختی و هنگامی که شیخ مفید (و. ۴۱۳ ه‍.ق/۱۰۲۲ م) مطالب خود را دربارهٔ امام دوازدهم ارائه داد، موضوعِ جانشینیِ حسن عسکری در بینِ شیعیان امامی جا افتاده بود. به هر شکل، تا سال‌های پایانی غیبت صغری، مصادف با دههٔ سی و چهل قرنِ دهم میلادی اکثریتِ شیعهٔ امامیه، امامتِ امام دوازدهم از نسلِ حسن عسکری را پذیرفته بودند.
به‌گفتهٔ سعید امیر ارجمند اعتقاد به غیبت در نزدِ شیعیان، در میان مجموعه عقایدی بود که از کیسانیه وارد شیعه شد. با این حال وی تأثیر واقفیّه — که بر امامتِ موسی کاظم توقف کردند — را در پذیرش ایدهٔ غیبت توسط شیعهٔ امامیه مهم‌تر می‌داند. اولین نوشته‌های کلامی در زمینهٔ غیبت را حدود سی سال پس از مرگ حسن عسکری و در آثار ابوسهل نوبختی و ابن قبه رازی می‌توان یافت. این دو که تمایلاتِ معتزله داشتند به‌جای اتکا به احادیث، راه حلی کلامی را برای نظریهٔ غیبت برگزیدند. ایده‌ای که در وضعیت بحران از نوواقفیان به عاریت گرفته‌شده‌بود. به‌نوشتهٔ پوناوالا آثار بجامانده از آن زمانِ شیعه چنین می‌نمایاند که شیعیان در ابتدا پیش‌بینی نمی‌کردند که غیبتِ امامِ غایب‌شان مدت زیادی ادامه داشته‌باشد. اما زمانی که غیبت امامِ شیعیان طولانی شد و حجّت بن حسن ظهور نکرد، شیعیان به‌تدریج امامِ پنهان را همان مهدی موعود پنداشتند. از حدود سال ۲۹۵ ه‍.ق/۹۰۸ م بود که شیعیان متوجه شدند که اوضاع غیرعادی‌تر از چیزی است که در ابتدا می‌پنداشتند و امامِ حاضری در آیندهٔ نزدیک وجود نخواهد داشت و نیز پرسش در مورد تعدادِ قطعیِ امامان، مورد بحثِ شیعیان قرار گرفته است. از این زمان است که حدیث‌هایی مبنی بر اینکه «تعداد امامان دوازده نفر است» بر سر زبان‌ها افتاد. به‌نوشتهٔ ورنا کلم مرگِ علی بن محمد سَمَری (۳۲۹ ه‍.ق)، آخرین نایبِ امام غایب، و آغاز دورهٔ غیبت کبری بار دیگر حیرت را در میان شیعیان برانگیخت. آن‌ها نهایتاً در سدهٔ پنجم به تبیینی عقلی در کلامِ شیعه از غیبت امام دست یافتند. در این زمان علمای شیعه با رویکردِ کلامی به تبیین نظریهٔ غیبت برخاستند. به‌نوشتهٔ حسن انصاری موضوع غیبت بر اساسِ یک طرحِ پیشینی طرح نشده و احادیثی پیشاپیش برای آن روایت نشده است، بلکه عالمانِ امامی نظیر ابوسهل نوبختی و ابن قبه رازی با حفظِ اصولِ اعتقادیِ خود در خصوص ضرورتِ وجودِ حجت و استمرارِ امامت، به این آگاهی رسیدند که امامت با امام دوازدهم خاتمه یافته است و عصر غیبت آغاز شده است.
متکلمان از جمله شیخ مفید (و. ۴۱۳ ه‍.ق/۱۰۲۳ م) و شاگردانش به‌خصوص سید مرتضی (و. ۱۰۴۴–۱۰۴۵ م) به تدوینِ نظریاتِ کلامیِ امامت جهت تبیینِ ضرورتِ وجود امام زنده در شرایطِ غیبت پرداختند.

### دوران امامت و غیبت
از دیدگاه شیعه دوازده امامی، امامت او به دو دوره غیبت صغری (۲۶۰–۳۲۹) و غیبت کبری (۳۲۹-کنون) تقسیم می‌شود.

#### دوره سفرا یا غیبت صغری
… تو از اکنون تا شش روزِ دیگر خواهی مُرد؛ پس امرِ حساب و کتابِ خود را جمع‌وجور کن و دربارهٔ نیابت و وکالت به هیچ‌کس وصیّت مکن تا به جای تو بنشیند زیرا غیبتِ کامل فرا رسیده است؛ دیگر تا آن روزی که خدای تبارک و تعالی بخواهد، ظهوری نخواهد بود و آن پس از مدتِ درازی خواهد بود که دل‌ها را سختی و قساوَت فراگیرد و زمین از ستم و بیداد پُر گردد. به‌زودی از شیعیانِ من، ادعای مشاهده خواهند کرد؛ بدان هر کس که پیش از خروجِ سُفیانی و برآمدنِ صِیْحه و بانگی از آسمان، ادعای دیدنِ مرا نماید، دروغگو و تهمت‌زننده است. قدرت و توانایی از آنِ خداوندِ بلندپایهٔ بزرگ است و بس.

بنابر اعتقادِ شیعهٔ دوازده امامی، این دوره از مرگِ حسن عسکری در سال ۲۶۰ ه‍.ق/۸۷۴ م آغاز شده و تا سال ۳۲۹ ه‍.ق/۹۴۱ م به‌طول انجامیده است. در این دوره، مهدی تنها از طریقِ چهار سفیر یا نایب و آن هم در شرایطِ خاص با شیعیان تماس می‌گرفت. در طیِ دورانِ غیبت صغری، شیعیان از طریقِ این چهار نایب با مهدی در ارتباط بوده و درخواست‌ها و مسائلِ خود را طرح می‌کرده‌اند و پاسخ می‌گرفتند.
به‌نوشتهٔ ساشادینا و جاسم حسین، شبکهٔ وکلا در دورانِ امامان مسئولِ گردآوریِ خمس، زکات و سایرِ وجوهاتِ شرعیِ شیعیان برای امامان بود. در شرایطی که چند امامِ آخر به‌شدت تحتِ نظارت و مراقبت بودند و امکانِ ارتباطِ مستقیمِ شیعیان با امامان وجود نداشت، عملاً ادارهٔ امورِ ساختارِ مرکزیِ جامعهٔ شیعه بر عهدهٔ وکلا بود. در شرایط غیبت امام، وکلا سرپرستی و رهبریِ مجازیِ جامعهٔ شیعه را در خصوصِ امورِ دینی و مالی برعهده گرفتند. جاسم حسین می‌گوید به‌تدریج رهبریِ شبکهٔ وکلا تبدیل به تنها مرجعی شد که می‌توانست مشروعیتِ امامِ جدید را تعیین و اثبات کند. برای نمونه محمد جواد وصیت خود در خصوص نصبِ علی هادی به‌عنوانِ امامِ بعد را به رئیسِ شبکهٔ وکلای خود گفت. به‌نوشتهٔ ساشادینا، در منابع اولیه از جمله کتاب‌های کلینی و شیخ صدوق، به وکلا به‌طور عمومی اشاره شده و ابن بابویه چندین نفر را نام برده است که به‌گفتهٔ وی با مهدی در ارتباط بوده و سِمَتِ وکالت را بر عهده داشته‌اند بی‌آنکه کسی از آن‌ها را به‌عنوانِ وکیلِ ویژه یا نایب خاص معین کند. اما به‌خصوص برخی از وکلا به‌طور نیابی خمس را از شیعیان می‌گرفته‌اند و عثمان بن سعید نیز یکی از وکلای حسن عسکری بود. ساشادینا از بررسی روایاتِ ابن بابویه نتیجه می‌گیرد تعداد وکلا محدود به چهار تن نبوده و اصطلاح نیابتِ خاص در دوره‌های بعد برای تبیین غیبت صغری ایجاد شده است.
به‌نوشتهٔ ساشادینا، در شرایطی که جامعهٔ شیعه پس از مرگِ حسن عسکری دست‌کم به چهارده فِرقه منشعب شده بودند، پذیرشِ نهاییِ این عقیده که حسن عسکری فرزندی داشته که امامِ آخر و دوازدهم شیعه است در اواخرِ قرن سوم و اوایلِ قرن چهارم هجری رخ داد. این امر به‌رهبریِ محمد بن عثمان و شبکهٔ وکلای او در سراسرِ سرزمین‌های اسلامی و با کمک ابوسهل نوبختی، متکلم بزرگ شیعه، انجام شد. رابطهٔ نزدیک و دوستانهٔ ابوسهل با خاندان شیعهٔ بنی فرات که وزرای عباسیان بودند نیز پذیرشِ این امر را حتی در میانِ سایرِ مسلمانان تسهیل کرد. بدین ترتیب جامعهٔ شیعه، حُولِ اعتقاد به امامت حجّت بن حسن و رهبریِ محمد بن عثمان مجدداً متحد شد.
به‌نوشتهٔ ورنا کلم از دیدگاهِ تاریخی، اعتقاد به وجودِ «نُوّابِ اربعه» در آثار محدثان و علمای شیعهٔ چند دههٔ اولِ دورانِ موسوم به غیبت صغری به‌چشم نمی‌خورَد. کلینی اشارات مبهمی به نامه‌هایی از امام زمان می‌کند که به دستِ شیعیان می‌رسیده است. حتی در کتاب التنبیه ابوسهل نوبختی — که بین سال‌های ۹۰۳ تا ۹۱۳ م نوشته شده — به بحرانی در میان شیعیان اشاره شده است. ابوسهل می‌نویسد که تقریباً تمامِ یارانِ نزدیکِ حسن عسکری تا بیست سال بعد از مرگ او درگذشته‌اند. آن‌ها کسانی بودند که ادعا می‌نمودند با امامِ غایبِ شیعه در ارتباط هستند و فرمان‌های او را به اطلاع شیعیان می‌رساندند. بعد از مرگِ این افراد دیگر نشانی از امام برای شیعیان و اثباتی برای وجود او برای افرادی که دچارِ شبهه شده یا ناباوران وجود نداشت. در این زمان آن‌ها تنها می‌توانستند به‌کمک تفسیرِ احادیثِ امامانِ پیشینِ شیعه، غیبتِ طولانیِ امام را توجیه نمایند. در نوشته‌های نویسندگان شیعه تا چند دههٔ بعد از این زمان، به تداومِ فعالیتِ سفرا اشاره نشده است.
عنوانِ سفیر در ابتدا در کتاب الغیبةِ نعمانی به‌چشم خورد اما نام و تعدادِ این نایبان ذکر نشده‌بود. سپس ابن بابویه نام چهار نایب را در کمال‌الدّین ثبت نمود و مبسوط‌ترین گزارش‌ها دربارهٔ فعالیت سفرا در کتاب الغیبةِ ابوجعفر طوسی آمده است. به‌نوشتهٔ ایتان کولبرگ، عمدهٔ این گزارش‌ها بر مبنای دو کتاب است که اکنون در دسترس نیست: اخبار ابِی‌الْعَمْر و ابِی‌الْجَعفر الْعَمْریان اثر ابن بَرْنیّهٔ کاتب و اَلْاَخبارُ الْوَکالَةُ الْاَربَعَة نوشته احمد بن علی بن عباس بن روح صَیْرَفی. به‌گفتهٔ کولبرگ در دانشنامهٔ اسلام، اعتقاد به سفرا در نزدِ خاندان نوبختی شکل گرفت.
ورنا کِلِمْ در دانشنامهٔ ایرانیکا، چنین می‌نویسد که احتمالاً گسترشِ ایدهٔ نایبانِ چهارگانه توسط خاندان نوبختی در میانِ شیعیان انجام شده باشد. اطلاعات موجود در موردِ دو نایبِ اول چنین می‌نمایاند که این دو پس از مرگ‌شان به‌عنوانِ نایبِ خاصِ امامِ زمان شناخته شدند؛ زیرا نیابت باید از زمانِ مرگِ حسن عسکری شروع می‌شد. در سطح شخصی باید گفت دو خانوادهٔ عَمْری و نوبختی با هم خویشاوند بودند. دختر ابن عمری، اُمِّکُلثوم با یکی از نوبختی‌ها ازدواج کرد و مُنشیِ حسین بن روح بود. لازم است ذکر شود که به‌گفتهٔ ورنا کلم، نوهٔ ام‌ّکلثوم (ابن برنیه)، منبعِ اصلیِ کتاب‌های شیخ طوسی بود که برای اولین بار وجودِ چهار نایبِ خاصِ امام زمان را مطرح نمودند.

##### نواب اربعه
۱) ابو عَمْرْو عثمان بن سعید عَمْری
منابع شیعه اطلاعات کمی در مورد زندگیِ دو نایبِ اول امام زمان به‌دست می‌دهند. عثمان ادعا می‌نمود که فرزند حسن عسکری را به‌چشم دیده بود. او از وکیلان حسن عسکری و هادی بوده است. به‌اعتقادِ کنونیِ شیعه، عثمان بن سعید مستقیماً توسط حسن عسکری به نیابت تعیین شده بود، هر چند به‌گفتهٔ کِلِم چنین پیداست که تعیین وی به سمتِ واسطهٔ امام دوازدهم به‌طور رسمی نبوده است. او سازماندهیِ شیعیانِ سامرّا را به‌عهده داشت. در زمان حسن عسکری، عثمان پول از شیعیانِ عراق به شیعیانِ سامرّا — که تحتِ کنترلِ شدیدِ عباسیان بودند — می‌رسانْد. عثمان کسی بود که بعد از مرگِ حسن عسکری، مراسمِ خاک‌سپاریِ او را سازمان‌دهی کرد.
۲) ابو جعفر محمد بن عثمان بن سعید
محمد همراهِ پدرش عثمان بن سعید، وکالتِ حسن عسکری را بر عهده داشت. از دیدگاه کنونی شیعه، محمد نزدیک به پنجاه سالْ وکالت را عهده‌دار بود و طی این مدت وجوهاتِ شیعیان را تحویل می‌گرفت و توقیعاتی از جانبِ امام به آنان می‌داد. وی سرانجام در سال ۳۰۵ ه‍.ق درگذشت. او در دوران وکالتش، نسبت به دیگر وکیلان، فرصت بیشتری برای ارتباط با امام دوازدهم را داشته است. او کتاب‌هایی را نیز در زمینه‌های فقهی نوشته است. او در کنار پدرش در بغداد مدفون است.
۳) ابوالقاسم حسین بن روح نوبختی
نکتهٔ مهم در مورد او این بود که بعد از ربعِ قرن، ارتباط رسمی با امام غایب از سر گرفته‌شد. اولین توقیعی که نوبختی در ۲۴ شوال ۳۰۵ ه‍.ق ارائه نمود، فرمانی بود که امام غایب در آن حسین بن روح را به‌عنوان نفرِ اولِ سلسله مراتب شیعه تأیید می‌کرد. به‌گفتهٔ شیخ طوسی، شروعِ نیابت نوبختی به‌سال ۳۰۶ ه‍.ق/۹۱۷ م بود. او توقیعاتی را منتسب به امام زمان ارائه می‌کرد و به پرسش‌های علمای قم پاسخ می‌داد. چنین به‌نظر می‌رسد که حسین بن روح نوبختی بیش از نوّابِ پیشین نزد شیعیان هم‌عصرش شناخته شده بود. حسین بن روح توانست به‌عنوان تنها نایبِ زمانِ خود توسط شیعیان پذیرفته شود و خاندان نوبختی تأثیر غالبی بر جامعهٔ شیعیان و علما داشتند. حسین بن روح همچنین کوشید تا غیبت را علاوه بر توجیه براساس حدیث، با رویکردی عقلی نیز توجیه نماید. حسین بن روح علاوه بر آنکه در میانِ شیعیانِ بغداد از موقعیتِ اجتماعیِ خوبی بهره‌مند بود، در میان دستگاه خلافتِ عباسی به‌خصوص آل فرات نیز از نفوذ و احترامِ قابل ملاحظه‌ای برخوردار بود.
در دوران حسین بن روح، ابوجعفر محمد بن علی شَلْمَغانی (اعدام شده در سال ۳۲۲ ه‍.ق/۹۳۳ م) دستیارِ حسین روح و مأمورِ او در بغداد، ادعا کرد که او سفیرِ واقعی و برحقِّ حسین بن روح است و البته پس از چندی به‌طور کلی قضیهٔ وجودِ امام غایب را انکار کرد. همچنین منصور حلاج نیز از کسانی بود که به مخالفت با نیابتِ حسین بن روح پرداخت و هر دو خشمِ شیعیانِ آن زمان را برانگیختند و با نفوذی که خاندان نوبختی داشتند، توسط دولتِ عباسی اعدام شدند.
۴) ابوالحسن علی بن محمد سمری (و. ۳۲۹ ه‍.ق/۹۴۱ م)
از دیدگاهِ تاریخی، تنها در زمانِ خاندانِ نوبختی بود که نوّابْ موردِ پذیرشِ عمومِ شیعه بودند و کنترلِ شیعیان را در دست داشتند. در زمان علی بن محمد، این کنترل دوباره از بین رفت و مورد پذیرشِ عمومِ شیعیان نبود. با مرگ سمری در سال ۳۲۹ ه‍.ق دورانِ موسوم به غیبت کبری شروع شد.

## رویکرد اعتقادی: تولد، زندگی و قیام حجت بن حسن به روایت شیعه
در این بخش در خصوص دیدگاه‌های محدثان، متکلمان و نویسندگان شیعه دربارهٔ تولد، زندگی و قیامِ حجت بن حسن توضیح داده می‌شود.

### نام، القاب و کنیه

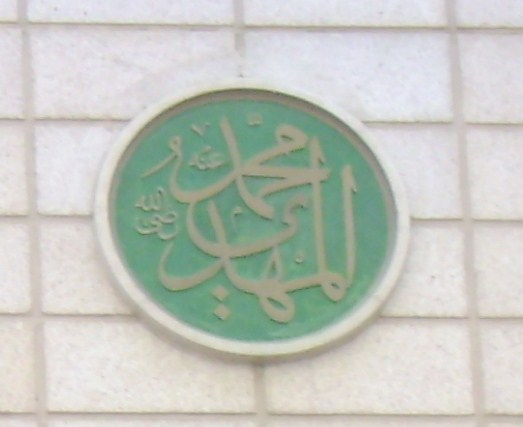
نام مهدی در مسجد النبی

بنا بر روایاتِ شیعه، حجّت بن الْحسن هم‌نام و هم‌کُنیه با محمد پیامبر اسلام است. از محمد پیامبر اسلام، حدیثی با این مضمون نقل شده است: «مهدی از نسلِ من است. نامِ او نامِ من و کنیه‌اش، کنیهٔ من است». به‌گفتهٔ مادلونگ، این حدیث توسطِ طرفدارانِ مختار ثقفی و شیعیانِ کیسانیه برای محمد حنفیه، فرزندِ علی ابن ابی‌طالب و امام شیعیانِ کیسانیه جعل شده بود.
به‌گفتهٔ ایتان کولبرگ قدیمی‌ترین سندِ اعتقادیِ شیعه که به امام دوازدهمِ شیعه اشاره دارد دو کتابِ تذکره‌ایِ دینیِ فِرَقُ الشّیعة حسن بن موسی نوبختی و کتابِ اَلْمَقالاتُ والْفِرَق سعد بن عبدالله قمی هستند. در این دو کتاب که در حدود سالِ ۹۰۰ م (حدود ۲۸۷ ه‍.ق) تألیف شده‌اند، به‌هیچ وجه دلالت ندارد که نام امام دوازدهم در آن زمان موردِ اتفاقِ امامیه بوده است، در این دو منبع به‌روشنی بیان شده است که این نام رازی است که نباید فاش گردد. تنها اعضای فرقه‌ای دیگر او را «محمد» می‌خواندند. در هر صورت این نام توسطِ امامیه باید خیلی زود پذیرفته شده باشد، زیرا متکلمِ اهل سنت، ابوالْحسن اَشعَری (و. ۳۲۴ ه‍.ق/۹۳۶ م)، در مَقالاتُ الْاِسلامیّین امامیه را کسانی معرفی می‌کند که اعتقاد دارند محمد بن حسن، همان امام غایب است ساشادینا به روایاتی در شیعه اشاره می‌کند که اعلانِ نامِ امام دوازدهم را منسوب به زمانِ نایب دومْ ابوجعفر می‌داند.
شیعیان از بردنِ نامِ اصلیِ او نهی شده‌اند. هدفِ این کار در منابعِ شیعه مانند کلینی، نعمانی و شیخ صدوق، حفاظت از منجی در برابرِ خطری که از جانبِ بنی‌عباس متوجهِ اوست، ذکر شده است. اما این اصل به‌طورِ همه‌جانبه توسط شیعیان رعایت نمی‌شد. برای هماهنگ‌سازیِ افکار در این زمینه، کوششی در قالبِ این توضیح به‌عمل آمده است که قائم دو نام دارد: یکی احمد که نام شناخته‌شدهٔ اوست و دیگری محمد که مخفی است. لقب‌هایی مانند مَهدی (هدایت‌شده)، مُنتَظَر (کسی است که انتظارش را می‌کشند)، صاحِبُ الزَّمان، بَقیَّةُالله، و از همه بیشتر قائِم به‌معنی قیام‌کننده است. لقب دیگرِ او حُجَّت است. این نام به‌معنی اثباتِ وجودِ خدا در میانِ زمینیان است (یا کسی که به‌واسطهٔ او، خدایِ غیرقابل دسترس در دسترس قرار می‌گیرد).

### تولد و زندگی

چراغانی و آذین‌بندی کوچه‌ها و خیابان‌ها به‌مناسبت نیمهٔ شعبان

توصیفات دقیقی در موردِ حجّت بن الحسن از نیمهٔ اول قرن دهم میلادی و قرن یازدهم میلادی (قرن چهارم و پنجم هجری) به بعد در کتاب‌های افرادی مانند شیخ طوسی، شیخ صدوق و نعمانی وجود دارد. در روایاتِ نقل‌شده از این کتاب‌ها نام‌های متعددی برای مادرِ مهدی نقل شده است؛ مانند نَرجِس، رِیْحان، سوسَن، و مریم. برطبقِ همین روایات، مادر مهدی کنیزی سیاه از نوبیه بوده است. سه نامِ اول که معمولاً از نام‌هایی بوده است که در آن زمان بر کنیزان نهاده می‌شده است، گواهی بر این دسته از روایات هستند. در روایتی دیگر — که به‌نوشتهٔ امیرمعزی در دانشنامهٔ ایرانیکا از دیدگاهِ تاریخی صحت ندارد و بدون شک جنبه‌ای افسانه‌ای و تذکره‌ای دارد — مادر مهدی دخترِ سزارِ روم شرقی بوده است که به اسارت مسلمانان درمی‌آید و به‌صورت بَرده در بغداد به یکی از یارانِ هادی فروخته می‌شود. هادی نیز این کنیز را به عقد فرزندش درمی‌آورد. بر طبق بیشتر منابع، تولد مهدی در نیمهٔ شعبان سال ۲۵۶ ه‍.ق یا ۸۷۰ م است (یکی از مهم‌ترین جشن‌های شیعیان). اما منابع شیعه مانند شیخ مفید و کلینی سالِ تولدِ مهدی را ۲۵۵ ه‍.ق ثبت نموده‌اند.
در روایات شیعه، تولد امام شیعه، حالتی معجزه‌گونه دارد. در هنگامِ تولدِ او حَکیمه، عمهٔ امام یازدهم شیعه حضور دارد. هرچند در ابتدای حضورش در خانهٔ حسن عسکری اثری از علائمِ بارداری در نرجس نمی‌بیند. در روایات شیعه به‌تواتر نقل شده است که مهدی در هنگام تولد سخن گفته است. به‌اعتقاد شیعه نشانه‌های حاملگی در مادر، و همچنین تولد طفل به شکل معجزه‌آسایی مخفی ماندند، چرا که عباسیان به‌دنبالِ از بین بردنِ کودکی بودند که زمزمه‌هایی مبنی بر منجی بودنِ او وجود داشت. به‌گفتهٔ منابع شیعه، پدر فرزند، نوزاد را به چهل تن از اصحابِ نزدیکش نشان داد و پس از آن کودک از دیده‌ها نهان گردید. مطابق با بسیاری از منابع، حسن عسکری تاکتیکی دومنظوره برای تأمینِ امنیتِ کودک در نظر گرفت. نخست آنکه به جز در نزد یارانِ نزدیکش، تولد کودک را سِرّی نگاه داشت. به‌عنوان مثال او تا آنجا پیش رفت که مادر خود (حدیث) را یگانه وارثِ خود اعلام نمود. به‌گفتهٔ امیرمعزّی اکنون روشن است که بر اساسِ فقه شیعه، تحت شرایط خاصی، وقتی که فرزندی از متوفّیٰ باقی نمانَد ارث متعلق به مادر متوفی خواهد بود. دوم اینکه، حسن عسکری منابعی در اختیار داشت که بر غبارِ اوضاع بیفزاید و توجه دیگران را به شرحی که خواهد آمد — از موضوع تولد فرزندش — منحرف نماید. کمی پیش از مرگش در سال ۸۷۴ م، او شایعه‌ای را منتشر نمود مبنی بر اینکه کنیز او (صقیل) فرزندی از وی را حمل می‌کند. خبرچینانِ خلیفهٔ وقت (معتمد) فعالیت‌های امام حسن عسکری را که در آن زمان در اردوگاهی نظامی در سامرّا تحت مراقبت بود، از نزدیک از نظر گذراندند. پس از آنکه امام درگذشت، کنیز دستگیر شده و تحت مراقبت قرار گرفت. در طی یک سال بعد، او هیچ نشانه‌ای از حاملگی از خود بروز نداد و در نتیجه آزاد شده و به‌سرعت فراموش شد. بنابر گفتهٔ نویسندگان شیعه، بدین ترتیب بود که قضای الهی اجرا شد و امام دوازدهم — منجی منتظَر — نجات پیدا کرده و در خفا بزرگ شد.
بنابر اعتقادِ شیعهٔ دوازده امامی، پس از مرگ حسن عسکری جعفر بن علی، برادر حسن بن علی عسکری، اعلام کرد که امامِ شیعیان فرزندی نداشته است و وی جانشین برادر است؛ ولی به‌هنگامِ نماز گزاردن بر بدنِ حسن عسکری، حجت بن الحسن عمویش را کناری زد و بر او نماز گزارْد. جعفر به «جعفرِ کَذّاب» در بین شیعیان شهرت دارد و به‌اعتقاد شیعه، او به‌مانند کَنعان فرزندِ نوح و قابیل فرزند آدم، فرزند ناخَلَفِ امام دهمِ شیعه بوده است. طبق روایت دیگرِ شیعه، کفن و دفنِ امام عسکری توسط سرپرستِ وکلای وی، عثمان بن سعید، انجام شد. عثمان بعداً به‌عنوان سرپرستِ وکلا در دورهٔ غیبت نیز به فعالیت خود ادامه داد.
دیدگاه امروزیِ شیعهٔ دوازده امامی این است که بحث مهدی، دوازده امام، قائم آل محمد و غیبت از زمان پیامبر مطرح بوده است و چنان‌که محمد حسین طباطبایی می‌گوید، طبق احادیث، پیامبر دقیقاً مشخص کرده که مهدی پسرِ امام یازدهم خواهد بود. این دیدگاه، ظهور افراد و فِرَقی که در سده‌های اول و دوم، خود را مدعیِ مهدویت دانسته و به‌عنوانِ قائم آل محمد قیام کرده‌اند یا باور به غیبتِ یکی از پیشوایان داشته‌اند را مؤیّدِ نظر خود می‌داند؛ بنابراین دیدگاه، موضوع غیبتِ مهدی از قبل نزد شیعیان مطرح بوده است؛ برای نمونه، به‌گفتهٔ طبرسی، یکی از محدثان شیعه به‌نام حسن بن محبوب (و. ۲۲۴ ه‍.ق/۸۳۸ م) که در عصر امامان پنجم و ششم شیعه، محمد باقر و جعفر صادق، می‌زیسته، در احادیث کتاب خود به‌نام مشیخه از دو غیبتِ کوتاه و طولانیِ قائم آل محمد یاد کرده است.
در روایات شیعه، صاحب‌الزّمان هر ساله در حج شرکت می‌کند. در طول تاریخِ شیعه افراد زیادی ادعا نموده‌اند که مهدی را در هنگام حج ملاقات کرده‌اند. معدودی از روایات شیعه، محل زندگی مهدی را مکّه ذکر کرده‌اند. این روایات چنین نقل می‌کنند که امام شیعیان در خانه‌ای به‌نام بیت‌الْحَمد زندگی می‌کند. در این خانه چراغی است که از زمان تولد تا قیام صاحب‌الزّمان روشن است. روایتی دیگر محل زندگی مهدی را در کوه‌های بین مکه و طائف ذکر کرده است. همچنین روایاتی دیگر از حضور مهدی در روز عاشورا حکایت می‌کنند. این روایات محل زندگیِ امام شیعه را کربلا یا کوفه می‌دانند. در باورهای عامیانه چنین گفته می‌شد که مهدی در شهرهایی به‌نام جابُلْقا و جابُلْسا زندگی می‌کند. در قرن‌های گذشته سفرنامه‌های متعددی از شیعیانی موجود است که مدعی بوده‌اند به این شهرها سفر کرده‌اند و به دیدن امام خود نائل شده‌اند. تنها دانشِ جغرافیِ مدرن بود که وجود نداشتن چنین شهرهایی را به مردم نشان داد.

### غیبت

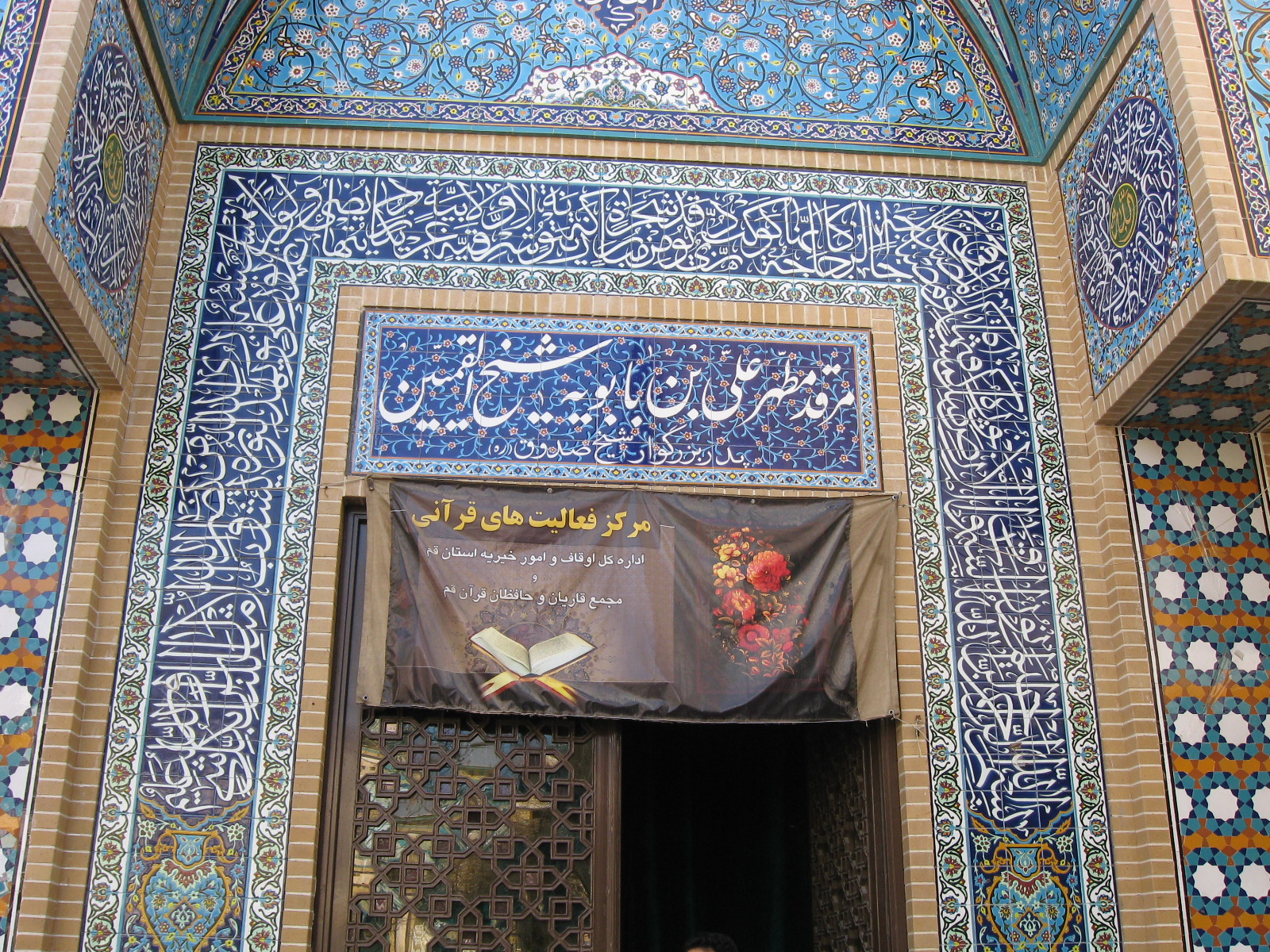
مرقد علی بن بابویه پدر شیخ صدوق. شیخ صدوق از روایت‌کنندگانِ اصلی گفتارهای محمد و یازده امام پیشین در خصوص امام غایب، دوران غیبت و ظهور منجی موعود است.

از دیدگاه شیعیان، دورانِ امامت وی به دو دورهٔ غیبت و ظهور مهدی تقسیم می‌شود. دورهٔ غیبت نیز به دو دورهٔ غیبت صغری (کوتاه مدت) و غیبت کبری (بلند مدت) تقسیم می‌شود. غیبت صغری از تولد حجت بن الحسن در سال ۲۵۵ ه‍.ق یا درگذشت امام یازدهم در سال ۲۶۰ ه‍.ق آغاز می‌شود و تا مرگِ چهارمین نایبِ خاصِّ مهدی در سال ۳۲۹ ه‍.ق پایان می‌پذیرد. از این زمان غیبت کبری شروع شده و تا ظهورِ او ادامه خواهد داشت. در منابع شیعه حدود هفتاد روایت از پیامبر اسلام و اهل بیت وی دربارهٔ غیبت به‌طور صریح یا با اشاره همراه با تحلیل نقل شده است.
«غیبت» در شیعه به‌معنای ناپیدا بودن در مقابل «ظهور» است و نه به‌معنای «ناپدید بودن» در مقابل «حضور». از دیدگاه شیعیان، غیبت دوره‌ای است که مهدی در میان مردم هست، ولی ظهور ندارد. دورهٔ غیبت به دو دورهٔ غیبت صغری (کوچک‌تر) و غیبت کبری (بزرگ‌تر) تقسیم می‌شود و با ظهورِ مهدی به‌پایان می‌رسد. از دیدگاه شیعه، «صاحب‌الزّمان» عنوانِ ویژهٔ امام غایب است. کسی که برای حواسِّ ظاهری ناپیدا، ولی حاضر در قلبِ مؤمنان است. از دید هانری کوربَن نقدِ تاریخی برای درک و کشفِ پدیدهٔ غیبت ناکارآمد است، زیرا غیبت مربوط به «تاریخ قدسی» است. کوربن تاریخ قدسی را تاریخی می‌داند که بر اساس مشاهده، ثبت و تحلیلِ شواهدِ تجربیْ استوار نیست بلکه براساسِ درکی است که از ورای حقایقِ مادی و تجربی آمده است.
به‌اعتقاد شیعه، زمین هیچ‌گاه از امامِ معصوم خالی نخواهد ماند و همین امر دلیلی بر وجود امام زمان در دورانِ غیبت کبری است. برخی اسلام‌پژوهانِ امروزی عدم پذیرشِ عمومیِ آخرین نابب در میان جامعهٔ شیعه را به‌منزلهٔ شکستِ نهادِ نیابت و سفارت به‌عنوان مرجعِ سلسله مراتبیِ مرکزی در میان جامعهٔ شیعه تلقی کرده‌اند. موژان مؤمن و ایتان کولبرگ می‌نویسند که شبکهٔ وکلا توانست به‌اندازهٔ طولِ عمرِ طبیعی یک انسان (هفتاد سال) انجام وظیفه نماید. اما بعد از آن، حیرت و شکِّ شیعیان در مورد غیبت مجدداً شروع شد. عالمانِ اوایل دورانِ آل بویه تلاش زیادی کردند تا در کتاب‌های خود غیبت امام دوازدهم را اثبات کنند.
از منظر شیعیان، با توجه به شرایط و فشارهای عباسیان، امام در خفا به‌سر می‌بُرد؛ اما در ابتدای دورانِ غیبت کبری، هیچ متنِ روشنی در میان منابع شیعه که دلالت بر طولانی بودنِ مدتِ غیبت حتی بیش از طول عمرِ انسانِ معمولی باشد وجود ندارد. در آن زمان کوششی برای توجیهِ عمر طولانیِ امام زمان انجام نشد. برخلاف آنچه ابن بابویه و دیگران انجام دادند. در سال‌های ابتدایی غیبت کبری، اینکه کدام یک از دو غیبتِ امامِ شیعه طولانی‌تر خواهد بود روشن نبود. چنین عدم قطعیتی برای مثال در نوشته‌های نعمانی سیزده سال پس از غیبت کبری به‌چشم می‌خورد.

هانری کوربن در خصوص باور عرفانیِ شیعی نسبت به دوران غیبت کبری چنین می‌گوید که با آغاز این دوره، امام دوازدهم در قلمرو مادی قرار ندارد. بدین ترتیب امام غایب تا زمان ظهور، تنها در رؤیا یا شهود قابل رؤیت است. او در این شرایط ورای محیطِ طبیعت است. به‌اعتقاد شیعه در این دوران ولایتِ مهدی همچنان ادامه دارد و متوقف یا منقطع نشده اما به شکل پیچیده‌ای به حالت «تعلیق» درآمده است. این تعلیق با توجه به جایگاهِ بسیار رفیعی که شیعه برای امامان قائل است، جامعهٔ شیعه را با پیامدهای تازه و پیچیده‌ای روبه‌رو می‌کند. از نظر شیعیان حجت بن حسن زنده، حاضر و ناظر بر اعمال و رفتارِ آن‌هاست و شاید به‌طور ناشناس با او ملاقات کرده باشند. وی وجودِ حاضری است که حضور او قابل درک نیست. جامعهٔ شیعه در تاریخ غیبت مجموعهٔ بزرگی از اشعار، مَراثی و مَدایِح، خواب‌ها و رؤیاها و الهام‌های شخصی و ادعاهای ارتباطِ اشخاصِ پرهیزگار با او را گردآوری کرده که این امر حضورِ وی در صحنه و فعالیتش را برای جامعهٔ شیعیان همچنان ملموس نگاه داشته است. در روایات شیعه نقش امام در زمان غیبت، گاه به خورشیدِ پشتِ ابر تشبیه شده است شریف مرتضی در استدلال خود در زمینه غیبتِ امام دوازدهمِ شیعیان موضوع «لطف» در وجودِ غیبت را چنین خلاصه می‌کند:
 با نیل به وجود او در میان‌شان و با اطمینان از وجوب اطاعت از او، شیعیان بی شک از او شرم خواهند نمود و به او احترام می‌گذارند و در نتیجه مرتکبِ شرّ نمی‌شوند. آن‌ها از اینکه از جانب او موردِ توبیخ یا سرزنش قرار گیرند واهمهٔ دارند. بدین ترتیب، ارتکابِ اعمالِ بد در میان‌شان کم می‌شود و اعمالِ خوب زیاد می‌گردد.

### ظهور، قیام و تشکیل حکومت جهانی

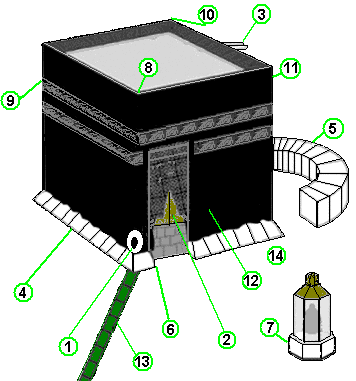
برطبق روایاتی در شیعه مهدی در مسجدالحرام و در بین رُکنِ یَمانی و حَجَرُالْاَسْوَد (شماره ۸ و ۱۱ در تصویر) و مقام ابراهیم (که در تصویر با شماره ۷ مشخص است) ظهور می‌کند.

در روایات شیعیان نشانه‌های متعددی برای ظهور مهدی قائم ذکر شده است از جمله: خروج یمانی، سُفیانی، صِیْحهٔ آسمانی که از آمدن قائم خبر می‌دهد، کشته‌شدن نَفْسِ زَکیّه در مکه تنها ۱۵ روز قبل از ظهورِ قائم، فرورفتن سرزمین بَیْداء (فرورفتن ارتش سفیانی در زمین در هنگام رژه در مکه). هر چند طوسی، نعمانی و صدوق در ترتیبِ اتفاق افتادنَ این نشانه‌ها با هم یک‌نظر نیستند. هر سه ذکر می‌کنند که این نشانه‌ها در یک سال اتفاق می‌افتد. در این روایات مهدی در بین رکن‌های یمانی و حجرالاسود و مقام ابراهیم، در کعبه ظهور می‌کند. روز ظهور مقارن با عاشورا است. مرکز حکومت وی در کوفه قرار دارد. وی مَقَرِّ حکومتش را در مسجد کوفه برپا می‌کند و خزانه‌اش را در مسجد سَهْله مستقر می‌کند.
در روایات شیعه، شیعیان از تعیینِ وقتِ ظهورِ مهدی برحَذَر داشته شده‌اند، و تعیین‌کنندگانِ وقت ظهور، دروغگو دانسته شده‌اند. در میان روایات شیعه، اجماعی در مورد مدت زمانِ حکمرانیِ مهدی پس از ظهورش نیست. برای مثال حدیثی از محمد باقر، امام پنجم شیعه نقل شده است که مدت زمان حکومت مهدی را پس از ظهور ۳۰۹ سال ذکر کرده است. حدیثی دیگر به‌نقل از صادق نقل شده است که این مدت را هفت سال ذکر کرده است اما به‌گفتهٔ جعفر صادق، امام ششم شیعیان امامی، هر سالِ این حکومت به‌اندازهٔ هفتاد سالِ عادی خواهد بود. در حدیثی دیگر که شیخ صدوق از صادق نقل کرده است، او از وجود دوازده مهدی پس از قائم (و نه دوازده امام) خبر داده است. این مهدی‌ها از میان شیعیانِ امام زمان خواهند بود.
طبق نظر علی کورانی در کتاب عصر ظهور بر اساس جمع‌بندی روایات شیعه و سنی در خصوص ظهور و قیامِ مهدی موعود، ظهور مهدی از ابتدا تا تشکیلِ حکومت، چهارده ماه طول می‌کشد. ظهور از ماه رجب و با خروج سفیانی آغاز می‌شود. در شش ماه نخست، ظهورِ مهدی غیرعلنی است و او در اضطراب و نگرانی است و امور را به‌طور مخفیانه توسط یارانش رهبری می‌کند. سپس در روز عاشورا از ماه محرّم، قیام قائم از مکه در مسجدالحرام در کنار کعبه با ۳۱۳ تن از یارانش آغاز می‌شود؛ درحالی که پرچم محمد در غزوهٔ بَدْر را در دست دارد که بر آن نوشته شده است: اَلبَیعةُ لله؛ سپس از آنجا رهسپار مدینه، و بعد عراق و نهایتاً شام می‌شود. او طی هشت ماه دشمنانش را شکست می‌دهد و جهانِ اسلام را یکپارچه تحت فرمانِ حکومتِ خود درمی‌آورد. سرانجام وارد قدس می‌شود. آنگاه با رومیان — که به‌نظر کورانی مقصود غربیان هستند — پیمان آتش‌بس می‌بندد. در این اثنا طبق روایاتِ مسلمانان عیسی از ملکوت فرود می‌آید، تا حجت بر یهودیان و مسیحیان تمام شود. ترتیب حوادث فرودِ مسیح و آتش‌بس میان مسلمانان و رومیان (غربیان) در روایات دقیقاً مشخص نیست. به‌هر حال مسیح به مهدی می‌پیوندد و پشت سرِ مهدی نماز می‌خواند. سپس رومیان پیمان آتش‌بس را نقض می‌کنند و جنگ بسیار بزرگی در ساحل شرقی مدیترانه رخ می‌دهد و مهدی پیروز می‌شود.

## پس‌آیند اعتقاد به امام دوازدهم در طول تاریخ و مسائل امروزی
در روز جمعه شاهِ والاجاه بجانب مسجدِ جمعهٔ تبریز رفته فرمودند تا خطیب آنجا که یکی از اکابرِ شیعه بود، بر سر منبر رفت و شاه خود بر فرازِ منبر برآمد. شمشیر حضرت صاحبُ‌الْاَمر علیه‌السلام را برهنه نمود و چون آفتاب تابان ایستاد.

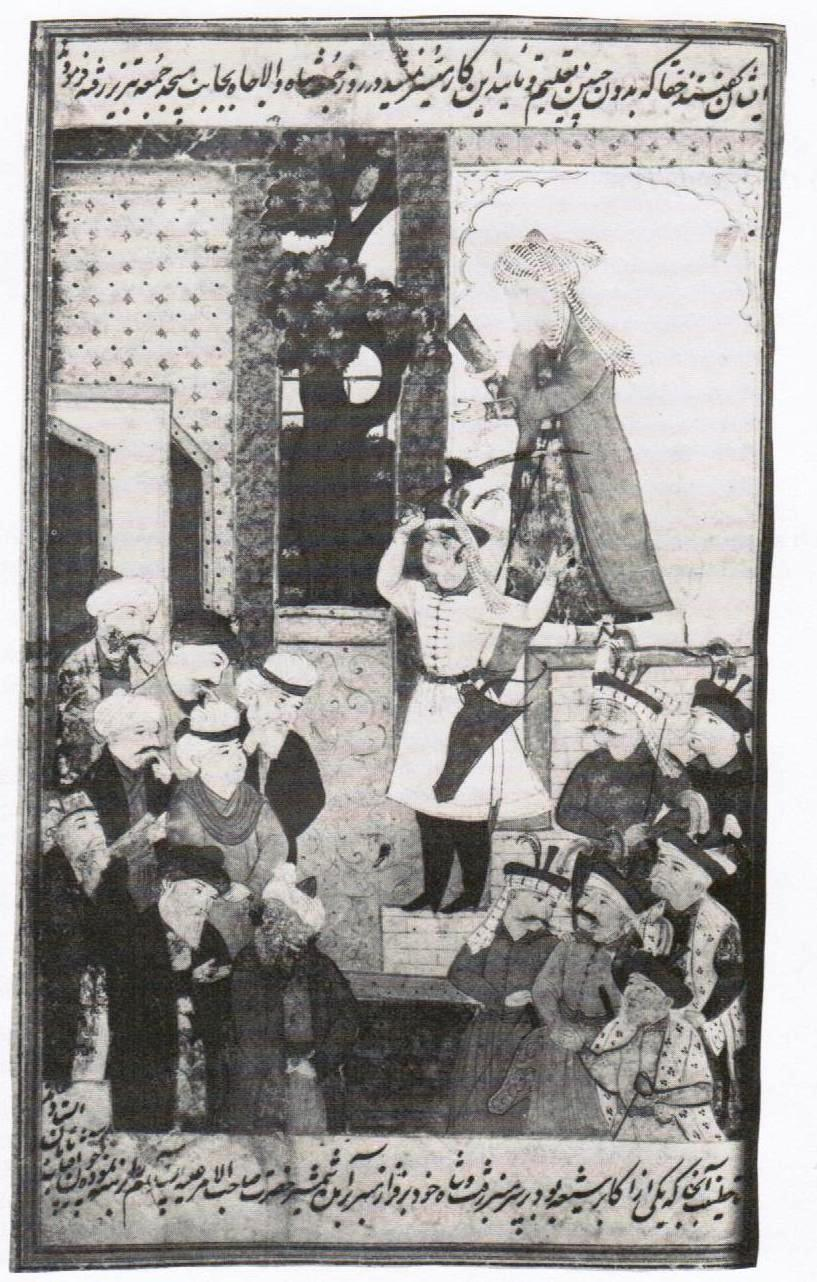
نگاره‌ای دربارهٔ اعلامِ تشیع به‌عنوان مذهبِ رسمیِ ایران توسط شاه‌اسماعیل صفوی در مسجد جامع تبریز در سال ۱۵۰۱ م. زمانی که شاه اسماعیل یکم ایران را تسخیر نمود بسیاری از هوادارانِ شاه اسماعیل، او را همان مهدی موعود دانستند.

برای بیشتر از یک هزاره، ایدهٔ ظهور مهدی در آینده، روزنهٔ امیدی برای مذهب شیعه به ارمغان آورده است. امید به ظهور امام در آینده، به‌عنوان نیرویی متعادل‌کننده در میانِ شیعیان عمل نموده تا هر فعالیتِ سیاسی را تا ظهور امامِ موردِ انتظار به تعویق بیندازند. موعودگراییِ دوازده امامی جنبشی آرامش‌طلب است که به‌دنبال حضورِ صلح‌آمیز در جامعهٔ مسلمانان در عینِ نگاه داشتنِ ویژگی‌های اختصاصیِ خود در زمینهٔ امامت و مخصوصاً امامتِ حجتِ غایب است. محمد حسین طباطبایی در خصوص آثارِ باور به امام غایب از نظر شیعه می‌نویسد تصوّرِ ظهورِ مهدی در ردیف تصورِ قیامت است که مشابهِ اعتقاد به پاداش و جزای اعمال موجب حفاظتِ حیات معنویِ مسلمانان می‌شود. این باور مربوط به دو قرن و نیم پس از ظهور اسلام نیست بلکه پیامبر پیش از ولادتش بشارت داده که برای شیعیانِ معتقد از آغاز نقطهٔ امید بوده است. باور به ظهور مهدی به انسان نوید می‌دهد که جهان بشری سرانجام روزی به کمالِ مطلوب که حیاتِ سراسرْ سعادت و خوشبختی و کامیابی است دست خواهد یافت. با وجود ایمان به چنین حقیقتی، تصورِ شکست خوردن و بی‌فایده بودنِ تلاش برای انسانِ مسلمانْ محال است. با چنین ایمانی، مسلمان پیوسته خود را کامیاب می‌یابد و هرگز در اثر انباشتِ مشکلات و گرفتاری‌ها، امیدِ نجات و رستگاری را از دست نخواهد داد. در قرن چهارم هجری و هنگامی‌که سلسلهٔ شیعهٔ آل بویه بر عراق و ایران مسلط شدند، هفتاد سال از غیبت امام شیعه می‌گذشت و یک امام غایب محدودیتی برای آل‌بویه به‌وجود نمی‌آورْد؛ بنابراین آل‌بویه که در ابتدا شیعهٔ زیدی بودند، به شیعهٔ دوازده امامی گرایش یافتند و از آن حمایت نمودند. از طرف دیگر، فشارها و سرکوب‌های عباسیان با یک احساس شدیدِ یأس در میان شیعیان امامیه که برخلاف بسیاری از شیعیانِ زیدیه از به‌چنگ آوردنِ قدرت از طریق روش‌های انقلابی بازمانده‌بودند، همراه و هم‌زمان بود. برای آن‌ها امام غایب، جاذبه‌های فکری و سیاسیِ آشکاری به‌دنبال داشت. این امر امامیه را قادر ساخت تا حکومت طرفدارِ شیعهٔ آل بویه را به‌رسمیت بشناسد و با آن همکاری کند، بدون آنکه وفاداری خود نسبت به امام غایبِ خود را فدای این کار سازند. این همکاری با آل‌بویه توانست شیعیان را به مرکزِ قدرت نزدیک‌تر نماید. با اعلامِ وفاداری به آل بویه، شیعیان توانستند در تقاضای حقوق خود صریح‌تر و بی‌پرواتر باشند. به‌نظر کولبرگ در این دوران، شیعیان با تقویت پایگاهِ خود در مراکزِ حساسِ مالی و حکومتی، شاید در پی این بودند که از یک سو امتیازاتی از شکلِ موجودِ حکومت به‌دست آورند و از سوی دیگر نهایتاً مذهبِ تسنن را از درون تضعیف کنند.
هنگامی که ترکان سلجوقی از شمال شرق ایران به‌پیش آمدند و سرزمین‌های اسلامی را مسخر کردند، براساس شعرهای منسوب به زمان جعفر صادق، نویسندگان اسلامیْ ترکان را زمینه‌سازِ ظهور مهدی می‌دانستند. هنگامی که مغولان به ایران حمله نمودند دوباره چنین اعتقاداتی در مورد مغولان در بین شیعیان که در آن زمان در ایران کماکان در اقلیت بودند، جاری شد. شیعیانِ پرنفوذی مانند خواجه نصیرالدین طوسی نیز با مغولان همکاری نمودند. رستم شاه غازی فرمانروای باوندی مازندران، به سبب پای‌بندی شدید به تشیع یا به نشانه مخالفت با اسماعیلیان، سکه و خطبه به نام صاحب‌الزمان کرده‌بود و خود را نایب او می‌دانست.
در طول تاریخِ شیعه افراد متعددی بوده‌اند که با نام مهدی قیام کرده‌اند و در مواردی خود توانسته‌اند نظامی نو به‌وجود آورند. بنابر گفته ژان پیر فیلیو از زمان تبیین دکترینِ غیبت توسط روحانیت شیعه، با هدف محدود کردن جنبش‌ها و قیام‌های سیاسیِ تحت نام مهدی، روحانیت شیعه کوشش کرد که خود تنها نهادی باشد که وظیفهٔ تفسیر نشانه‌ها و زمان ظهور را به‌عهده داشته باشد. اما این تلاشِ روحانیت شیعه برای کنترل جنبش‌های سیاسیِ تحت نام مهدی همیشه موفقیت‌آمیز نبوده است. برای مثال زمانی که شاه اسماعیل صفوی ایران را تسخیر کرد، بسیاری از هوادارانِ شاه اسماعیل، او را همان مهدی موعود دانستند. هرچند بعد از شکست شاه صفوی از ترکان عثمانی او مجبور شد از جاه‌طلبی‌های خود عُدول کند. از آن پس شاه اسماعیل در نزد طرفدارانش به‌عنوان نمایندهٔ امام زمان شناخته می‌شد. جنبش بابی بدون شک شاخص‌ترین جنبش‌های موعودگراییِ شیعه پس از ظهور صفویان بود. این جنبش نتیجهٔ حدود نیم قرن انتظار برای ظهورِ امام زمان به‌دنبال فرارسیدن هزارهٔ مهدی و تعالیم و آموزه‌های درون و برون جنبشِ شیخیه بود. علی محمد باب ابتدا ادعا نمود که بابِ امام زمان است و سپس در سال ۱۲۶۴ ه‍.ق/۱۸۴۸ م آشکارا ادعا کرد که مهدی موعود است. این جنبش در نهایت به گسست از شیعه و تشکیلِ آیینی جدید منجر شد.

در دوران معاصر جنبش‌های متعددی در بین شیعیانِ لبنان، عراق و ایران شکل گرفته است که یا خود را نمایندهٔ امام زمان یا هموارکنندهٔ زمینه‌های ظهورِ امام زمان دانسته‌اند یا مدعی هدایت و تأثیرپذیری جنبش توسط امام زمان بودند. چنین رویکردی را در دوران معاصر در جنبش‌ها و نظام‌هایی مانند نظام جمهوری اسلامی ایران، جِیْشُ الْمَهدی به‌رهبری مُقتَدیٰ صدر و حزب‌الله لبنان می‌توان دید.

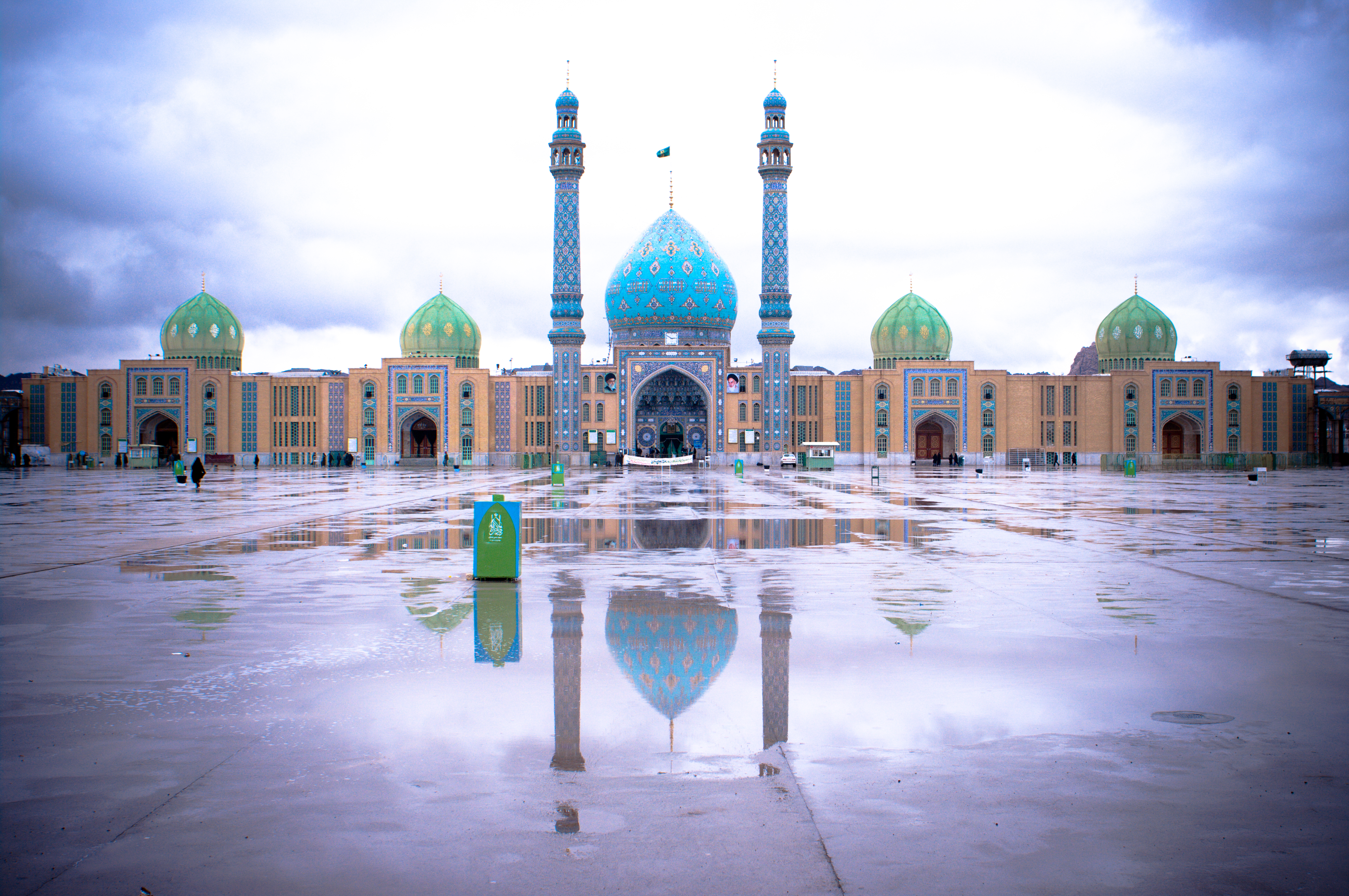
مسجد جمکران محلی که بر طبق برخی روایاتِ متأخرِ شیعه به‌خواست حجّت بن الحسن بنا شده است و مورد توجه وی است.

هزاران نفر از شیعیان به مسجد جمکران در حوالی قم و در مسیر راه قم–کاشان می‌روند. به‌خصوص در سه‌شنبه شب و روزی که در روایات شیعه، مهدی در این روز و در این محل ظاهر شده است. در دوران ریاست جمهوریِ محمود احمدی‌نژاد، او عنوان می‌کرد که امام مهدی فعالیت‌های روزانهٔ دولت او را حمایت می‌کند و به او در مواجهه با فشارهای بین‌المللی کمک می‌نماید. یا در سخنرانی دیگری عنوان نمود که دلیل حملهٔ آمریکا به عراق این بوده است که آن‌ها دریافته بودند که امام زمان قرار است که در عراق ظهور کند. این اظهارنظرهای احمدی‌نژاد با انتقادهای زیادی از جانب منتقدان وی و روحانیان شیعه مواجه شده است.
اعتقاد به ظهورِ امام غایب (به‌عنوان مهدی)، شیعیان را در تحمل شرایطِ دشوار یاری نموده و به آن‌ها امیدِ آینده‌ای سرشار از دادگری داده است. مبالغه‌آمیز نیست اگر گفته شود بدون اعتقاد به چنین نقشی برای امام دوازدهم، مذهب شیعه نمی‌توانست در مقابل آزار و اذیت سلسله‌های مختلف در تاریخ اسلام — تا پیش از تشکیل صفویه در قرن شانزدهم — دوام بیاورد. بنابرین غیبت امام به‌عنوان نیروی خلّاقی در جان‌های شیعیان عمل نمود تا نه تنها در مقابل مشکلات زمان صبور باشند، بلکه آن‌ها را آماده نمود تا وظیفهٔ تاریخی خود در تأسیس حکومت اسلامی را حتی پیش از آنکه امام، رهبریِ شیعیان را بر عهده بگیرد به‌انجام برسانند.

## دیدگاه اهل سنت
با توسعهٔ دکترینِ مهدویت در نزد شیعیان، فقهِ اهل سنت سعی نمود تا از اعتقاد به مهدی فاصله بگیرد. با وجود حمایت از اعتقاد به مهدی توسط بعضی محدثینِ مهمِ اهل سنت، اعتقاد به مهدی هیچ‌گاه به‌عنوان مبانیِ اصلیِ فقهِ اهل سنت در نیامده است. در اعتقادات اهل سنت به مهدی اشاره شده است، ولی به‌صورت نادر. بسیاری از علمای مشهورِ اهل سنت مانند محمد غزالی از بحث کردن در مورد این موضوع اجتناب کرده‌اند. البته به‌گفتهٔ مادلونگ این اجتناب کمتر به‌خاطر عدمِ اعتقاد به مهدی و بیشتر (به‌گفتهٔ رضا اصلان بخشی) به‌خاطر برنیانگیختنِ شورش‌ها و جنبش‌های اجتماعی بوده است. هر چند همچنان بحث‌های شدیدی بین علمای سنی در خصوصِ نقشِ مهدوی و سیاسیِ وی وجود دارد. موارد استثنایی مانند ابن خلدون در کتاب مقدمه وجود دارد که آشکارا با اعتقاد به مهدی مخالفت می‌کند و تمامِ احادیثِ مربوط به مهدی را ساختگی می‌داند. در میان محدثین و علمایی که به مهدی پرداخته‌اند دیدگاه‌های مختلفی وجود دارد. در احادیثی در کتاب‌های اهل سنت مهدی همان عیسی مسیح است. در روایاتی دیگر حرفی از هویت فرد نیست یا گفته شده است که به‌همراهِ عیسی قیام می‌کند. همچنین مهدی از نسل حسین، نسل حسن یا فرزند حسن عسکری، امام یازدهم شیعه دوازده امامی، ذکر شده است.
طبق گفتهٔ ویلفرد مادلونگ در دانشنامهٔ اسلام، بین قرون هفتم تا سیزدهم هجری برخی علمای اهل سنت از این عقیده که حجت بن حسن همان مهدیِ منتظَر است حمایت کردند:
- در سال ۶۴۸ ه‍.ق/۱۲۵۰ م محدثِ سوریِ شافعی‌مذهب، محمد بن یوسف الْگَنجی الْقریشی، کتابی تألیف کرد با عنوان اَلْبیانُ فی اخبارِ صاحبِ الزَّمان که در آن با استناد به احادیثِ اهل تسنن اثبات نمود امام دوازدهم همانا مهدی است.
- در سال ۶۵۰ ه‍.ق/۱۲۵۲ م کمال‌الدین محمد قرشی، دانشمند شافعی، کتاب مَطالبُ السَئول فی مَناقبِ آلِ الرَّسول، را در شهر حَلَب تکمیل نمود. در این کتاب وی از امامتِ دوازده امام پشتیبانی نمود و به مخالفت‌های اهل تسنن در زمینهٔ اعتقاد به اینکه امام دوازدهم همان مهدی است پاسخ داد.
- سبط بن جوزی، کمی پیش از وفات خود در سال ۶۵۴ ه‍.ق در دمشق، کتاب تَذکَرَةُ الْخَواص را نوشت که در آن گزارش‌های منابعِ اهل تسنن در بیان فضائل علی و فرزندانش به‌خصوص دوازده امام را گردآوری نمود و در پایان تصریح نمود که امام دوازدهم همانا صاحب عصر و مهدی موعود است.
- در دایرهٔ صوفیان نیز منابعی در تأیید مهدی بودنِ امام دوازدهم وجود دارد. ابوبکر بیهقی (و. ۴۵۸ ه‍.ق/۱۰۶۶ م) بیان نموده است که برخی از مشایخِ صوفیه نظر امامیه در مورد هویتِ مهدی و غیبت او را قبول دارند. صوفی ایرانی، صدرالدین ابراهیم حَمّویی (اواخر سدهٔ هفتم/سیزدهم) از نظر امامیه در کتابش، فَرائِدُ السِّمْطَیْن پشتیبانی نمود. صوفی مصری، اَلشَّعرانی، با وجود اینکه عموماً هیچ موافقتی با شیعه نشان نمی‌داد، در کتاب اَلْیَواقیتُ و الْجَواهِر (نوشته‌شده در سال ۹۵۸ ه‍.ق/۱۵۵۱ م) تصریح نمود که مهدی پسرِ امام حسن عسکری است که در سال ۲۵۵ ه‍.ق/۸۶۹ م به‌دنیا آمده است و تا زمانِ ملاقات با عیسی زنده خواهد ماند.

## منبع‌شناسی

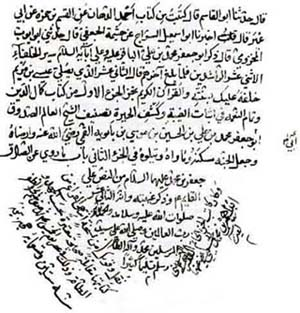
نسخهٔ خطی از کتاب کمال الدّین و تمام النّعمة اثر ابن بابویه در مورد امام زمانِ شیعیان و غیبت

به‌نوشتهٔ جاسم حسین احادیثِ مربوط به غیبتِ مهدیِ قائم را بسیاری از گروه‌های شیعه گردآوری کرده‌اند و پیش از سال ۲۶۰ ه‍.ق/۸۷۴ م در آثارِ سه مذهبِ واقِفیه، زیدیه جارودیه و امامیه موجود است. از واقفیه، اَنْماطی ابراهیم بن صالح کوفی از اصحابِ امام محمد باقر کتابی به نام اَلْغَیْبَة نوشت. علی بن حسین طائی طاطاری و حسن بن محمد بن سَماعه هر یک کتابی به نام «کتابُ الْغَیبَة» نوشتند و امام موسی کاظم را به‌عنوان امامِ غایب معرفی کردند. از زیدیه، ابوسعید عَبّاد بن یعقوب رَواجِنی عُصْفُری (و. ۲۵۰ ه‍.ق/۸۶۴ م) در کتابی به نام ابوسعید عُصفُری احادیثی در خصوص غیبت، ائمهٔ دوازده‌گانه و ختمِ ائمه به دوازده می‌آورَد بی‌آنکه نام آن‌ها را برشمرَد. از امامیه علی بن مَهْزیارِ اهوازی — وکیل امام نهم و دهم — (و. حدود ۲۵۰ تا ۲۶۰ ه‍.ق)، دو کتاب به نام‌های کتابُ الْمَلاحِم و کتابُ الْقائِم نوشت که هر دو دربارهٔ غیبتِ امام و قیامِ او با شمشیر مطالبی دارد. حسن بن محبوب سَرّاد (و. ۲۲۴ ه‍.ق/۸۳۸ م) کتاب اَلْمَشْیَخَة را در موضوعِ غیبت می‌نویسد. فَضل بن شاذان نیشابوری (و. ۲۶۰ ه‍.ق/۸۷۳ م) کتاب الغیبة را نوشت که ظاهراً مطالب آن از کتابِ المشیخه نقل شده است. وی که دو ماه پیش از امام یازدهم می‌میرد، امام دوازدهم را قائم می‌داند. به‌نوشتهٔ پوناوالا منابعِ پیش از دورانِ موسومِ به غیبتِ کبری بسیار پراکنده و ناکافی‌اند و مشکلی که پژوهشگران در هنگامِ بررسیِ این منابع با آن مواجه می‌شوند، میزانِ تاریخی بودنِ این منابع است.
در خلالِ دورهٔ سفارت موسوم به غیبت صُغریٰ (۲۶۰–۳۲۹ ه‍.ق/۸۷۴–۹۴۱ م) فُقَها و مُبلّغان، آثاری بر اساسِ اطلاعات کتبِ پیشین و فعالیت‌های سازمان وکالت نوشته‌اند که اطلاعات‌شان در کُتُبِ تاریخیِ این دوره یافت نمی‌شود. ابراهیم بن اسحاق نَهاوندی (و. ۲۸۶ ه‍.ق/۸۹۹ م) که مدّعیِ نیابتِ امام دوازدهم بود کتابی در موضوع غیبت نوشت. عبدالله بن جعفر حِمْیَری (و. بعد از ۲۹۳ ه‍.ق/۹۰۵ م) که خود کارگزارِ امامان دهم و یازدهم و نُوّابِ اول و دوم بود کتاب اَلغیبةُ و الْحَیْرَة را نوشت. ابن بابِوَیْه — پدر شیخ صَدوق — (و. ۳۲۹ ه‍.ق/۹۴۰ م) کتاب اَلْاِمامَةُ و التَّبصِرَةُ مِنُ الْحَیرَة و کُلِیْنی (و. ۳۲۹ ه‍.ق/۹۴۰ م) بخش عمده‌ای از کتاب حُجَّتِ اصول کافی را به غیبت اختصاص داد.
از سال ۳۲۹ ه‍.ق/۹۴۱ م با پایانِ سفارت و آغاز دورهٔ موسوم به غیبت کُبریٰ چندین اثر برای تبیینِ غیبت و علتِ طولانی شدنِ آن نگاشته شد. به‌گفتهٔ جاسم حسین پنج اثر در این زمان نگاشته شد که اساسِ عقایدِ بعدیِ امامیه دربارهٔ غیبت را تشکیل می‌دهد. نخستین کتاب، الغیبة نُعمانی توسط ابوعبدالله محمد بن جعفر نعمانی (و. ۳۶۰ ه‍.ق) با استفاده از آثارِ یادشده بدون توجه به اعتقاداتِ نویسندگانِ آن آثار تدوین شده است. دومین اثر، کمالُ‌الدّین و تَمامُ‌النِّعمَة است که توسط شیخ صدوق (۳۰۶ تا ۳۸۱ ه‍.ق/۹۲۳ تا ۹۹۱ م) بر اساسِ اصول اَرْبَعُمِائَه گردآوری شده است و با توجه به جایگاه پدرش، علی بن بابویه، اطلاعات معتبری از دورانِ وکلا و ارتباط مخفیِ آن‌ها با امام غایب از طریقِ چهار سفیر ارائه می‌دهد. سومین مورد، اَلْفُصولُ الْعَشَرَةُ فِی الْغَیْبَة توسط شیخ مفید (و. ۴۱۳ ه‍.ق/۱۰۲۲ م) نوشته شد و اطلاعات تاریخی در مورد دورانِ غیبت و پانزده دیدگاهِ پدیدارشده در میان امامیه در دوران غیبت و از میان رفتن همهٔ آن‌ها جز اَثْنیٰ‌عَشَریه بیان می‌کند. همچنین در کتابُ الْاِرشاد به‌سبکِ کلینی و نعمانی به نقلِ احادیث و توجیهِ طولانی شدن عمر امام غایب می‌پردازد و بر همین اساس است که شیعیان عملاً معتقد به نامیرایی زیستی حجت بن الحسن هستند. چهارمین اثر را سید مرتضی (۳۵۵–۴۳۶ ه‍.ق/۱۰۴۴–۱۰۴۵ م)، شاگردِ شیخ مفید، با عنوان مَسئلَةٌ وَجیزَةٌ فِی الْغَیْبَة نوشت. این اثر و کتاب دیگری با نام اَلْبُرْهانُ عَلیٰ صِحَّةِ طولِ عُمرِ الْاِمامِ الزَّمان تألیفِ محمد بن علی کَراجُکی (و. ۴۴۹ ه‍.ق/۱۰۵۷ م) فاقدِ اطلاعات تاریخی هستند. پنجمین اثر، الغیبة نوشتهٔ شیخ طوسی (۳۸۵–۴۶۰ ه‍.ق/۱۰۶۷ م) بر مبنای کتابی به نام اَلْاَخبارُ الْوَکالَةُ الْاَربَعَة نوشتهٔ احمد بن نوح بَصْری اطلاعات تاریخیِ معتبری از فعالیت‌های مخفیِ سُفَرا ارائه می‌دهد و نیز به شیوهٔ حدیثی و عقلی اثبات می‌کند امام دوازدهم همان مهدیِ قائم است که باید در غیبت به سر بَرَد و سایر ادعاها در خصوص غیبتِ دیگر افراد نظیر علی بن ابی‌طالب، محمد حَنَفیّه و موسی کاظم مردود است. این کتاب مأخذِ اصلیِ نویسندگانِ بعدیِ شیعهٔ امامی و به‌خصوص بِحارُ الْاَنوارِ محمدباقر مجلسی (۱۰۳۷–۱۱۱۰ ه‍.ق) بوده است.
به‌نوشتهٔ جاسم حسین منابع غیرشیعه بر کتاب اَلْمُسْتَرْشَد اثر ابوالقاسم بلخی معتزلی (و. حدود ۳۰۱ ه‍.ق/۹۱۳ م) اتکا دارد که معتقد است حسن عسکری بی وارث از دنیا رفت و ظاهراً اطلاعات خود در خصوص دسته‌بندیِ شیعه پس از سال ۲۶۰ ه‍.ق را از حسن بن موسی نوبَختی (و. حدود ۳۰۰ ه‍.ق) گرفته است. این کتاب مبنای اطلاعاتِ اَلْمُغْنی عبدُالْجَبّار مُعْتَزِلی (و. ۴۱۵ ه‍.ق/۱۰۲۴ م) و ابوالحسن اشعری (و. ۳۲۴ ه‍.ق/۹۳۵ م) قرار گرفت و کتاب اشعری مرجعِ سایر کتاب‌های اهل سنت نظیر ابن حَزْم (و. ۴۵۶ ه‍.ق/۱۰۳۷ م) و شهرستانی (و. ۵۴۸ ه‍.ق/۱۱۵۳ م) دربارهٔ دسته‌بندی‌های شیعه بوده است.
بیان موضوع در منابعِ تاریخِ عمومیِ مسلمانان متفاوت است. محمد بن جریر طبری (و. ۳۱۰ ه‍.ق/۹۲۲ م) — که معاصرِ دوران غیبت بود — در تاریخ طبری اشاره‌ای به موضوعِ امام دوازدهم و فعالیت‌های شیعیان امامی نمی‌کند در حالی که به فعالیت‌های سایر گروه‌های شیعه نظیر اسماعیلیه می‌پردازد و حتی کاربرد حدیثِ مهدیِ قائم توسط این گروه‌ها در کسبِ قدرت را پی می‌گیرد. جاسم حسین علتِ ذکر نشدنِ فعالیت‌های امامیه در این کتاب را مخفیانه بودنِ آن می‌داند. مسعودی (حدود ۲۸۳–۳۴۶ ه‍.ق/۸۹۶–۹۵۷ م) در مُروجُ‌الذَّهَب، اَلتَّنبیهُ و الْاِشراف و نیز اِثباتُ الْوَصیَّة — که به وی منسوب است — به فشارها و سخت‌گیری‌های عباسیان علیهِ امامان شیعه که منجر به وقوع غیبت شد می‌پردازد. ابن اَثیر (و. ۶۳۰ ه‍.ق/۱۲۳۲ م) در اَلْکامِلُ فِی التّاریخ به اختلافات میان وکلای امام در دوران غیبت و تأثیر غُلُوّ در بروز آن می‌پردازد. به‌عقیدهٔ جاسم حسین ممکن است وی اطلاعات خود را از کتاب تاریخُ الْاِمامیّه اثر یحیی بن اَبی‌طَیْ (و. ۶۳۰ ه‍.ق/۱۲۳۲م) گرفته باشد.
به‌نوشتهٔ ساشادینا بسیار مشکل است که مرزی میان مطالبِ تاریخی از یک طرف با تذکره‌نویسی و مطالبِ اعتقادیِ شیعه از طرف دیگر در کتاب‌های نویسندگان شیعه تعیین کرد؛ زیرا زندگی‌نامهٔ امامان در کتاب‌های نویسندگان شیعه، آکنده از داستان‌هایی به‌سبکِ تذکره‌هایی است که عارفان برای مُرشِدان و قِدّیسانِ خود می‌نویسند. برای مطالعه دربارهٔ امام دوازدهمِ شیعیان باید به منابعی اتکا کرد که نه می‌توان آن‌ها را کاملاً تاریخی و نه می‌توان کاملاً زندگی‌نامه‌های مذهبی و تذکره‌ای دانست. به هر حال این منابع بیشترین کمک را به پژوهشگران در راه درکِ دوره‌ای می‌کند که ایدهٔ مُنجیِ آخِرُالزّمان را به عقیدهٔ غالب در مذهب شیعه تبدیل کرده است.

## سال‌شمار
سال میلادی
سال میلادی
توضیحات
- مقیاس نمودار در ردیف نخست با مقیاس ردیف دوم (مرتبط با حجت بن الحسن) یکسان نیست.

## یادداشت
1. ↑  Wilferd Madelung
2. ↑  Timothy Furnish
3. ↑  Etan Kohlberg
4. ↑  Abdulaziz Sachedina
5. ↑  Verena Klemm
6. ↑  بِسْمِ اللهِ الرَّحمنِ الرَّحیم، یا علیَّ بن محمّدٍ السِّمَّریّ أعظمَ اللهُ أجرَ إخوانِکَ فیکَ فإنّکَ مَیِّتٌ ما بَیْنکَ وبینَ سِتَّةِ أیّامٍ، فَاجْمَعْ أمرَکَ ولا تُوصِ إلیٰ أحَدٍ یَقومُ مقامَکَ بعدَ وفاتکَ، فَقَدْ وَقَعَتْ الْغَیْبَةُ الثّانیَّةُ فَلا ظهورَ إلّا بعدِ إذنِ الله تعالیٰ ذِکرهُ وذلک بعد طولِ الْأمدِ وقَسوَةِ الْقُلوبِ، وامْتِلاءِ الْأرض جوراً، وسَیأتی شیعَتِی مَنْ یَدَّعی الْمُشاهدةَ، ألا فَمَن ادَّعی الْمشاهدة قبل خروجِ السُّفیانیِّ والصَّیْحَة، فهُوَ کذَّابٌ مُفتَرٍّ، ولا حولَ ولا قوَّةَ إلّا باللهِ الْعَلیِّ الْعَظیمِ. بنگرید: الاحتجاج، ج ۲، ص. ۴۷۸ کمال الدین، ح ۲، ص ۵۱۶، حدیث. ۴۴ الغیبة، ص 395
7. ↑  Henry Corbin

## برای مطالعهٔ بیشتر
- خضر حیدری، فهیمه (۱۴ اردیبهشت ۱۳۹۶). «امام زمان؛ باور مذهبی یا واقعیت تاریخی؟». رادیو فردا. دریافت‌شده در ۱۳ اسفند ۱۴۰۱.

- Ghaemmaghami, Omid (2020). Encounters with the Hidden Imam in Early and Pre-Modern Twelver Shīʿī Islam (به انگلیسی). brill. Retrieved 27 October 2023.

| حجت بن الحسنبنی‌هاشمشاخه‌ای از قریشزادهٔ: ۱۵ شعبان ۲۵۵ ه‍. ق |                       |             |
| عنوان‌های شیعی                                           |                       |             |
| پیشین: حسن عسکری                                        | امامِ امامیه اکنون–۲۶۰ | در حال تصدی |